# Brie-Comte-Robert
Pour les articles homonymes, voir Brie.
Brie-Comte-Robert (prononcé [bʁi kɔ̃t ʁɔ.bɛʁ]), nommée localement Brie, est une commune francilienne située à l'ouest du département de Seine-et-Marne. Capitale historique de la Brie française, la commune est située sur la bordure du plateau de la Brie.
Brie-Comte-Robert possède plusieurs monuments historiques et organise des évènements comme la fête médiévale ou encore la fête des Roses, cette dernière étant organisée par l'association du Comité Fêtes des Roses. Depuis plus de quarante ans, la ville a trois fleurs sur quatre au concours des villes et villages fleuris,, grâce à des équipements tels que ses espaces verts d'environ 50 hectares et son chemin des Roses.

## Géographie

### Localisation
Brie-Comte-Robert est une commune située dans la région d'Île-de-France, au sud-est de Paris et à l'ouest du département français de Seine-et-Marne, à 17,1 kilomètres au nord de Melun, à 15,8 kilomètres au sud-est de Créteil et à 27,1 kilomètres au sud-est de Paris.
La commune est jouxte un département de la petite couronne : le Val-de-Marne avec la commune de Périgny et également par un autre département de la grande couronne : l'Essonne avec la commune de Varennes-Jarcy. Elle se situe dans un lieu économiquement stratégique grâce à la proximité de Paris et aux deux aéroports reliés par la Francilienne (aéroport d'Orly et aéroport Charles-de-Gaulle).
| - OpenStreetMap Limite communale. |

### Communes limitrophes
Limitrophe de villes de Seine-et-Marne du nord-ouest jusqu'au sud-ouest, elle est bordée par les départements de l'Essonne et du Val-de-Marne à l'ouest et au sud-ouest. Elle se situe au centre de la communauté de communes de l'Orée de la Brie.
Les communes limitrophes sont Évry-Grégy-sur-Yerre, Servon, Varennes-Jarcy, Périgny, Chevry-Cossigny, Combs-la-Ville, Férolles-Attilly et Grisy-Suisnes.
| Servon                   | Férolles-Attilly  | Chevry-Cossigny      |
| Périgny (Val-de-Marne)   | Brie-Comte-Robert | Grisy-Suisnes        |
| Varennes-Jarcy (Essonne) | Combs-la-Ville    | Évry-Grégy-sur-Yerre |

### Géologie et relief

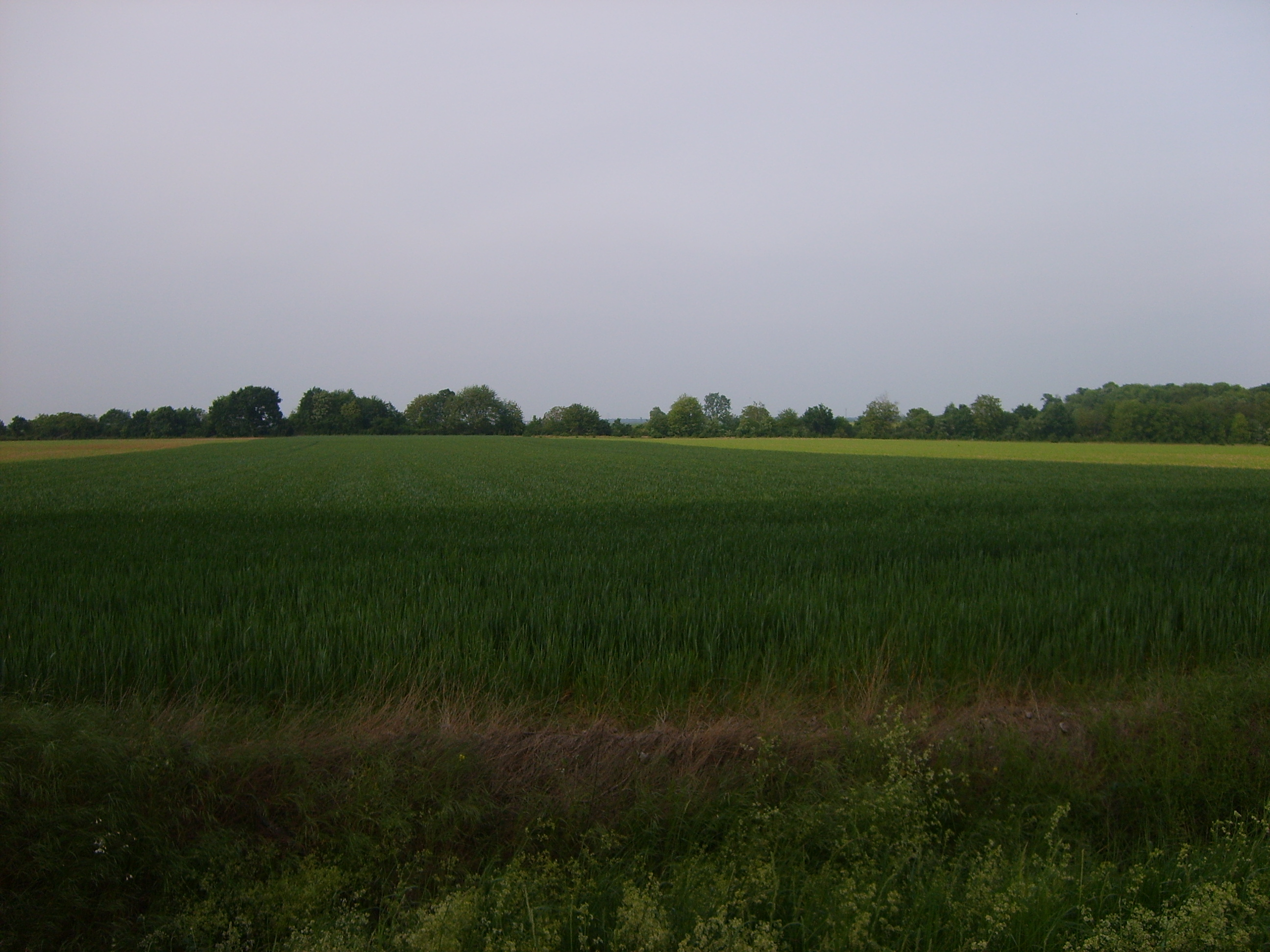
Plaine agricole.

L'aire du territoire de Brie-Comte-Robert est de 1 993 hectares au 1er janvier 2015, quand la superficie moyenne d'une commune de France métropolitaine s'établit à 1 510,2 hectares,. L'altitude varie entre 47 et 104 mètres. Une grande partie du territoire est recouverte de limon. Ces dépôts recouvrent les plateaux en partie haute du site. L'érosion de l'Yerres et de ses affluents a fait affleurer des roches et sables dans de vastes zones. Ces roches sont principalement les marnes, calcaires et meulières de Brie — datant du Sannoisien (Oligocène) — socle historique de l'implantation de la commune, et de sables et grès de Fontainebleau — datant du Stampien (Oligocène) — plus rares et localisés à l'ouest du territoire. Le fond des vallées est composé de marnes vertes reposant sur des glaises à Cyrènes, de marnes supragypseuses, de calcaire et travertin de Champigny.

### Hydrographie et hydrologie
La commune de Brie-Comte-Robert est bordée au sud par l’Yerres, 98,23 km, (qui s'écoule d'est en ouest), affluent de la Seine, et au sud-est par le ruisseau la Barbançonne, long de 12,10 km (qui s'écoule du nord au sud), affluent de rive droite de l'Yerres. La vallée de l'Yerres et ses paysages sont en voie de classement en loi paysage 1930, la plus haute protection de patrimoine naturel. Le classement intègre deux parcelles de la commune sur les trois que comporte le projet. Le premier concerne Brie-Comte-Robert et Combs-la-Ville par décret paru au journal officiel fin 2005, et le second entre Brie-Comte-Robert et la source de l'Yerres.
Un réseau de rus secondaires s'écoule sur le territoire : le ru du Cornillot, 6,85 km et le ru de Tubœuf dans son prolongement, et ses deux affluents, le ru des Prés le Roi, 2,20 km, et le ru des Prés de Forcilles, 1,02 km. Le fossé 01 des Fonds de Brie, 1,35 km, conflue avec le ru des Prés de Forcilles.
Le ru du Tubœuf est situé au nord du centre-ville, il est partiellement visible sur quelques mètres. Le ru du Cornillot provient des douves du château, il n'est pas visible dans la partie urbanisée de la commune et rejoint l'Yerres.
Il existe également le ruisseau de la Rigaude, affluent de l'Yerres, s'étendant sur 1,78 km et traversant le lieu-dit de Villemeneux. Le fossé 01 du Noyer aux Perdrix, court sur 1,39 km.
La longueur linéaire globale des huit cours d'eau référencés sur la commune est de 16,9 km.
Il existe plusieurs points d'eau, dont celui du parc François-Mitterrand et un autre dans la zone industrielle (situé entre l'allée des Ormeteaux, route de Férolles et l'allée du train des Roses).

### Climat
Pour des articles plus généraux, voir Climat de l'Île-de-France et Climat de Seine-et-Marne.
En 2010, le climat de la commune est de type climat océanique dégradé des plaines du Centre et du Nord, selon une étude du CNRS s'appuyant sur une série de données couvrant la période 1971-2000. En 2020, Météo-France publie une typologie des climats de la France métropolitaine dans laquelle la commune est exposée à un climat océanique altéré et est dans la région climatique Sud-ouest du bassin Parisien, caractérisée par une faible pluviométrie, notamment au printemps (120 à 150 mm) et un hiver froid (3,5 °C).
Pour la période 1971-2000, la température annuelle moyenne est de 11,2 °C, avec une amplitude thermique annuelle de 15,4 °C. Le cumul annuel moyen de précipitations est de 682 mm, avec 10,7 jours de précipitations en janvier et 7,8 jours en juillet. Pour la période 1991-2020, la température moyenne annuelle observée sur la station météorologique la plus proche, située sur la commune de Mandres-les-Roses à 5 km à vol d'oiseau, est de 11,9 °C et le cumul annuel moyen de précipitations est de 698,3 mm,. Pour l'avenir, les paramètres climatiques de la commune estimés pour 2050 selon différents scénarios d'émission de gaz à effet de serre sont consultables sur un site dédié publié par Météo-France en novembre 2022.
| Mois                                  | jan.          | fév.           | mars           | avril       | mai            | juin           | jui.           | août          | sep.        | oct.            | nov.             | déc.             | année     |
| ------------------------------------- | ------------- | -------------- | -------------- | ----------- | -------------- | -------------- | -------------- | ------------- | ----------- | --------------- | ---------------- | ---------------- | --------- |
| Température minimale moyenne (°C)     | 1,8           | 1,6            | 3,8            | 5,8         | 9,6            | 12,7           | 14,5           | 14            | 10,8        | 8,2             | 4,7              | 2,4              | 7,5       |
| Température moyenne (°C)              | 4,5           | 5              | 8,2            | 11          | 14,8           | 18,1           | 20,2           | 20            | 16,3        | 12,4            | 7,8              | 5                | 11,9      |
| Température maximale moyenne (°C)     | 7,2           | 8,6            | 12,7           | 16,4        | 19,9           | 23,5           | 25,9           | 26,1          | 21,8        | 16,6            | 10,9             | 7,5              | 16,4      |
| Record de froid (°C) date du record   | −16 08.01.10  | −13 07.02.1991 | −10,5 01.03.05 | −3 07.04.21 | 0,5 07.05.1997 | 1,8 04.06.1991 | 6,1 04.07.1990 | 6 28.08.1998  | 1 30.09.12  | −3,8 30.10.1997 | −10,4 24.11.1998 | −10,3 29.12.1996 | −16 2010  |
| Record de chaleur (°C) date du record | 16,1 27.01.03 | 22 27.02.19    | 25 31.03.21    | 29 20.04.18 | 33 28.05.17    | 38 22.06.17    | 39,5 31.07.20  | 40,1 06.08.03 | 35 15.09.20 | 29,5 01.10.11   | 23 08.11.15      | 17,3 16.12.1989  | 40,1 2003 |
| Précipitations (mm)                   | 57,2          | 50,9           | 49,8           | 50,6        | 67,4           | 58,6           | 60             | 61,1          | 52,4        | 58              | 61,8             | 70,5             | 698,3     |

### Milieux naturels et biodiversité

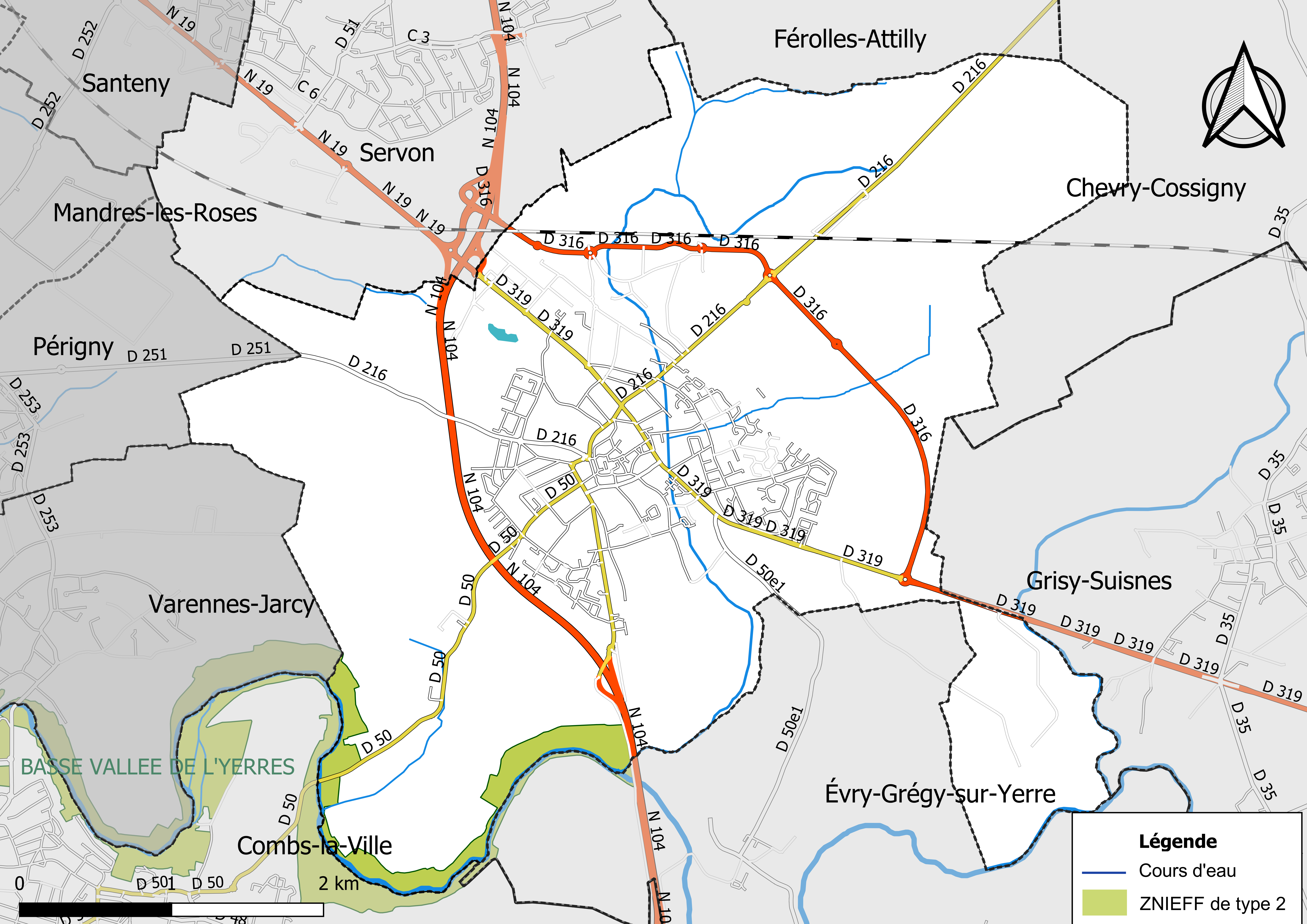
Carte des ZNIEFF de type 2 localisées sur la commune.

L’inventaire des zones naturelles d'intérêt écologique, faunistique et floristique (ZNIEFF) a pour objectif de réaliser une couverture des zones les plus intéressantes sur le plan écologique, essentiellement dans la perspective d’améliorer la connaissance du patrimoine naturel national et de fournir aux différents décideurs un outil d’aide à la prise en compte de l’environnement dans l’aménagement du territoire.
Le territoire communal de Brie-Comte-Robert comprend un ZNIEFF de type 2,, 
la « Basse vallée de l'Yerres » (669,56 ha), couvrant 15 communes dont 3 en Seine-et-Marne, 8 dans l'Essonne et 4 dans le Val-de-Marne.

## Urbanisme

### Typologie
Au 1er janvier 2024, Brie-Comte-Robert est catégorisée centre urbain intermédiaire, selon la nouvelle grille communale de densité à sept niveaux définie par l'Insee en 2022.
Elle appartient à l'unité urbaine de Brie-Comte-Robert, une unité urbaine monocommunale constituant une ville isolée,. Par ailleurs la commune fait partie de l'aire d'attraction de Paris, dont elle est une commune de la couronne,. Cette aire regroupe 1 929 communes,.

### Occupation des sols
| Type d'occupation                         | Pourcentage | Superficie (en hectares) |
| ----------------------------------------- | ----------- | ------------------------ |
| Espaces agricoles, forestiers et naturels | 69,20 %     | 1380,33                  |
| Espaces ouverts artificialisés            | 5,22 %      | 104,21                   |
| Espaces construits artificialisés         | 25,58 %     | 510,21                   |
| Source : Iaurif                           |             |                          |

Différents espaces de la commune :
Zone d'habitations
Zone d'activité
Forêts

En 2018, le territoire de la commune se répartit en 68,2 % de terres arables, 15,1 % de zones urbanisées, 11,6 % de zones industrielles commercialisées et réseaux de communication, 2,5 % de forêts, 2 % de mines, décharges et chantiers et 0,6 % de zones agricoles hétérogènes,,.

### Morphologie urbaine
Le vieux centre-ville de Brie-Comte-Robert était cerné par des remparts ; de nos jours il n'en reste qu'une toute petite partie, datant du Moyen Âge. Les parties subsistantes des remparts se situent en bordure du square de la Grenouillère, en plein centre-ville. Elles furent restaurées au début du XXIe siècle.
La vieille ville s'est formée autour de trois principaux lieux qui sont l'église Saint-Étienne, le château ainsi que la place du Marché.

#### Industrialisation

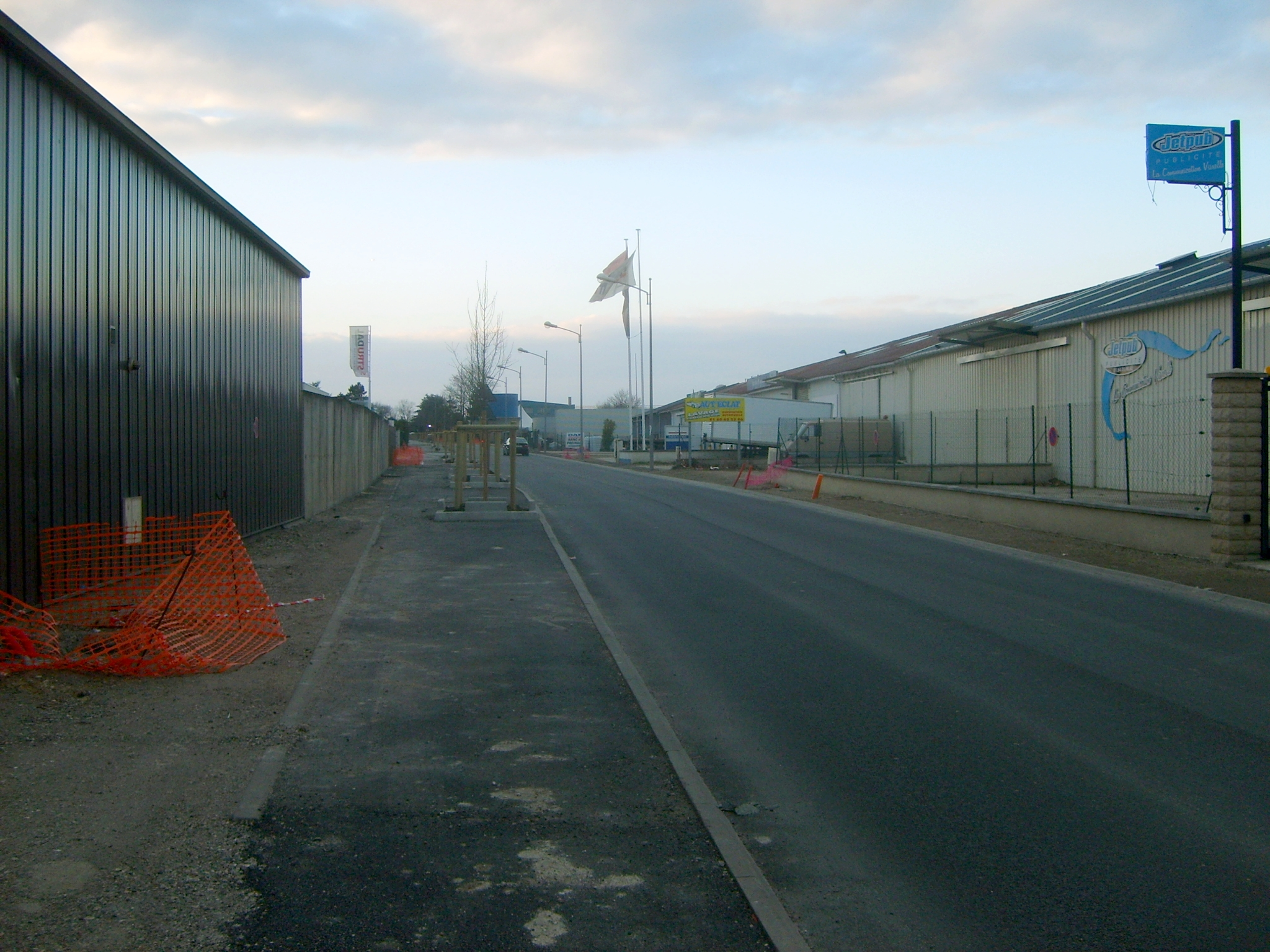
Rénovation de la zone du Tubœuf, photo prise en février 2008.

À la fin des années 1950, les terrains agricoles situés au nord de la commune sont urbanisés et laissent place, en 1958 à la première zone industrielle, la Pierre Blanche, qui s'étend sur 8 hectares. Au cours des années 1980, la commune réalise la zone de la Haie Passart, qui regroupe une zone industrielle et une zone commerciale avec le principal centre commercial de la ville, Hyper U et les commerces secondaires (alimentaires…). La zone de la Haie-Passart a permis dans les années 1980 de créer environ 800 emplois ; cette industrialisation a permis à la commune de se développer, de créer de nouveaux services et ainsi d'avoir de nouveaux équipements. Enfin, la zone du Tubœuf est créée en 1988 dans un triangle ferroviaire constitué par des lignes TGV. Les premières entreprises s'y installent en 1994, bien qu'à l'origine ce secteur soit peu attractif, ce qui change avec l'arrivée de la Francilienne, et la requalification du secteur en 1997,.

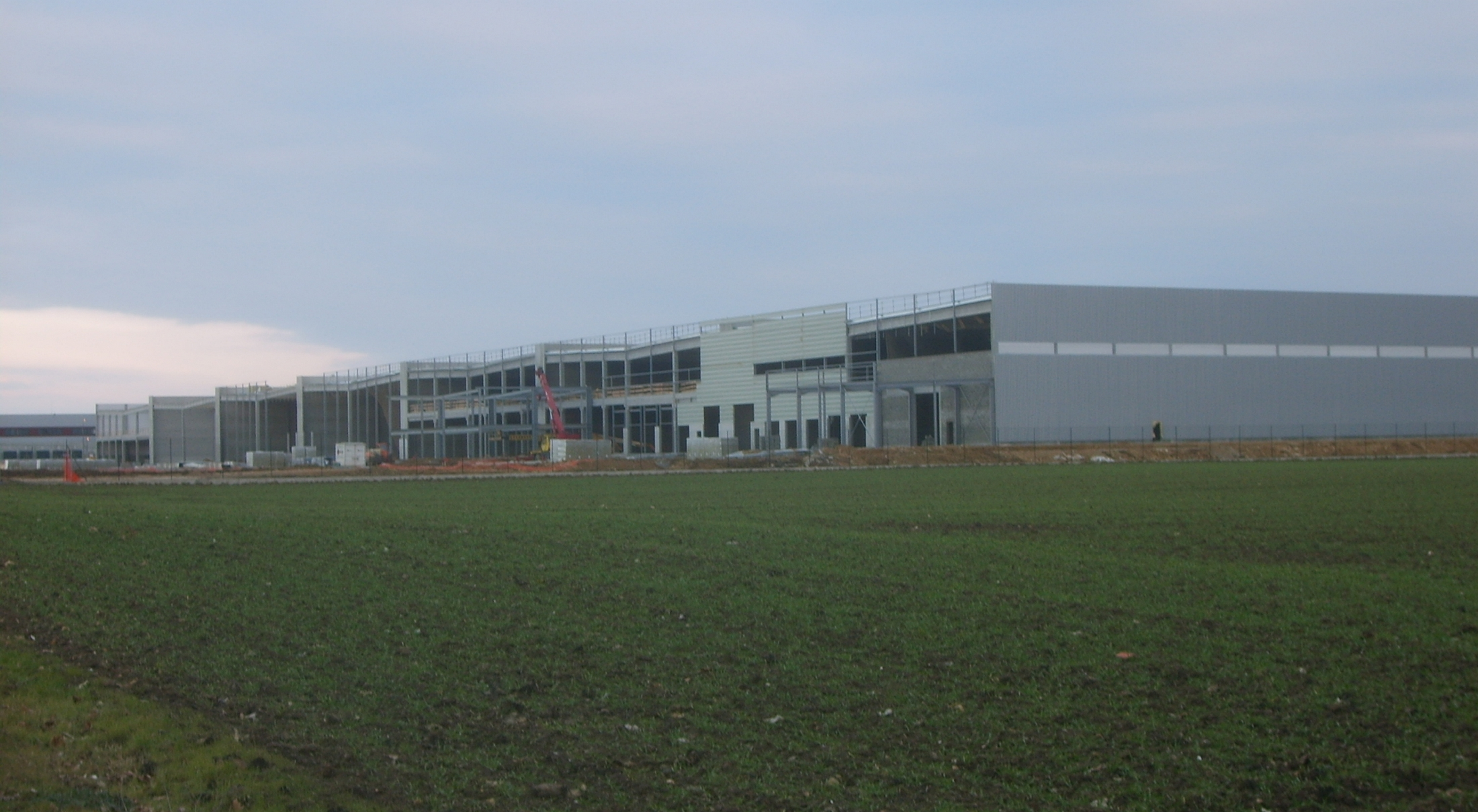
Midi de la Plaine du Bois en Construction.

Au début du XXIe siècle, l'accueil d'entreprises industrielles se poursuit avec la création, sur 37 hectares, de la zone du Midi de la Plaine du Bois. Des fouilles préventives réalisées avant l'aménagement de cette zone permettent de découvrir des bâtiments datant des époques celto-gauloise et gallo-romaine. Cette zone, qui assure une protection entre les habitations et la déviation de la route nationale 19 - route départementale 319 est destinée à permettre la création d'emplois et générer une recette importante de contribution économique territoriale.

### Hameaux, lieux-dits, écarts et quartiers

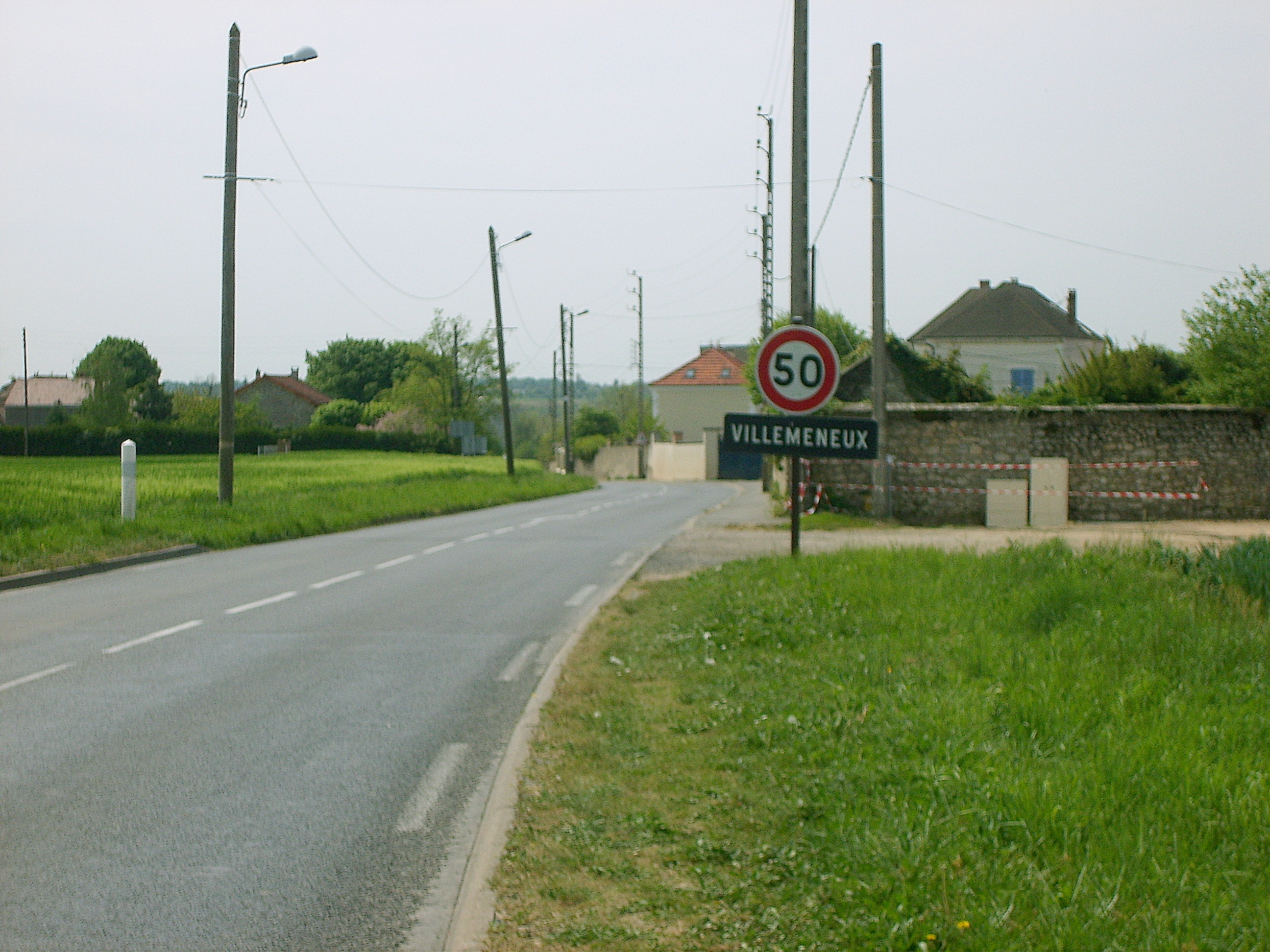
L'entrée de Villemeneux.

Le territoire de Brie-Comte-Robert compte deux lieux-dits habités. Le premier, Villemeneux, est situé entre Brie-Comte-Robert et Combs-la-Ville. Au début du XXe siècle, il comptait une quinzaine de maisons et une soixantaine d'habitants.
Dans le hameau de Villemeneux on trouvait des sources abondantes qui se déversaient dans l'Yerres et qui assuraient ainsi à ce cours d'eau un débit plus régulier dans son cours inférieur. La qualité de l'eau de ces sources était remarquable. La source de Villiers, qui fut la plus importante et assura pendant plus d'un siècle l'alimentation en eau de la commune, est abandonnée. Villemeneux compte également une ferme seigneuriale, la ferme de Belle-Assise, dont les propriétaires étaient les dames de Saint-Cyr. La ferme comprenait, en 1939, 135 hectares. En décembre 2014, le conseil municipal dénomme allée des Dames-de-Saint-Cyr une allée située au 22 Grande rue de Villemeneux.
Il existait également une chapelle funéraire dans le lieu-dit de Villemeneux utilisée au XVIIe siècle, aujourd'hui disparue. Au début du XXe siècle, une distillerie y produisait de l'alcool à partir de betteraves à sucre cultivées sur le territoire.
Le deuxième lieu-dit est celui de la Plaine du Bois. Il est situé au nord de la commune, en direction de Chevry-Cossigny. Une aire d'accueil des gens du voyage y a été implantée. La commune est aussi divisée en quartiers, dont la plupart sont d'anciens lieux-dits ; ce sont en particulier ceux de Pasteur, du Moulin fleuri, du Petit val, du centre-ville et d'autres encore.

### Logements
Le tableau ci-dessous présente une comparaison du logement à Brie-Comte-Robert par rapport à l'ensemble de l'Île-de-France en 2019, au travers de quelques indicateurs, :
|                                                        | Brie-Comte-Robert | Île-de-France |
| ------------------------------------------------------ | ----------------- | ------------- |
| Part des résidences principales (en %)                 | 93,9              | 89,2          |
| Part des logements vacants (en %)                      | 5,5               | 6,9           |
| Part des ménages propriétaires de leur logement (en %) | 54,3              | 47,1          |

- En 2012, le nombre total de logements dans la commune est de 7 165[Insee 4], il était de 6 792 en 2009, et 5 561 en 1999[Insee 6]. Parmi ceux-ci, 93,3 % sont des résidences principales, 0,5 % des résidences secondaires et 6,2 % des logements vacants. Ces logements sont pour 44,1 % d'entre eux des maisons individuelles et pour 55,1 % des appartements[Insee 7]. La proportion des résidences principales, propriétés de leurs occupants est de 58,5 %, légèrement en hausse par rapport à 1999[Insee 8]. Le taux de logements vacants est quasi égal à la moyenne francilienne en 2012, en augmentation de plus de deux point par rapport à 2007. Il était de 4 % en 2007 et de 7 % en 1999[Insee 9].
- En 2014, la commune dispose de 1 155 logements sociaux[40], soit environ 16 % des logements, taux inférieur au taux de 20 % exigé par l'article 55 de la loi relative à la solidarité et au renouvellement urbains (dite loi SRU). Ces logements sont répartis dans plusieurs résidences constituées d'appartements et de maisons. Les plus importantes sont les Chaperons, les Fours à Chaux, allée du Train des Roses, domaine Saint-Martin, rue des Écoles, Pasteur.
- En 2019, le nombre total de logements dans la commune était de 8 606 dont 39,7 % de maisons et 59,9 % d'appartements. Parmi ceux-ci, 93,9 % sont des résidences principales, 1,1 % des résidences secondaires et 5,5 % des logements vacants.

Exemples de logements à Brie-Comte-Robert (sélection).
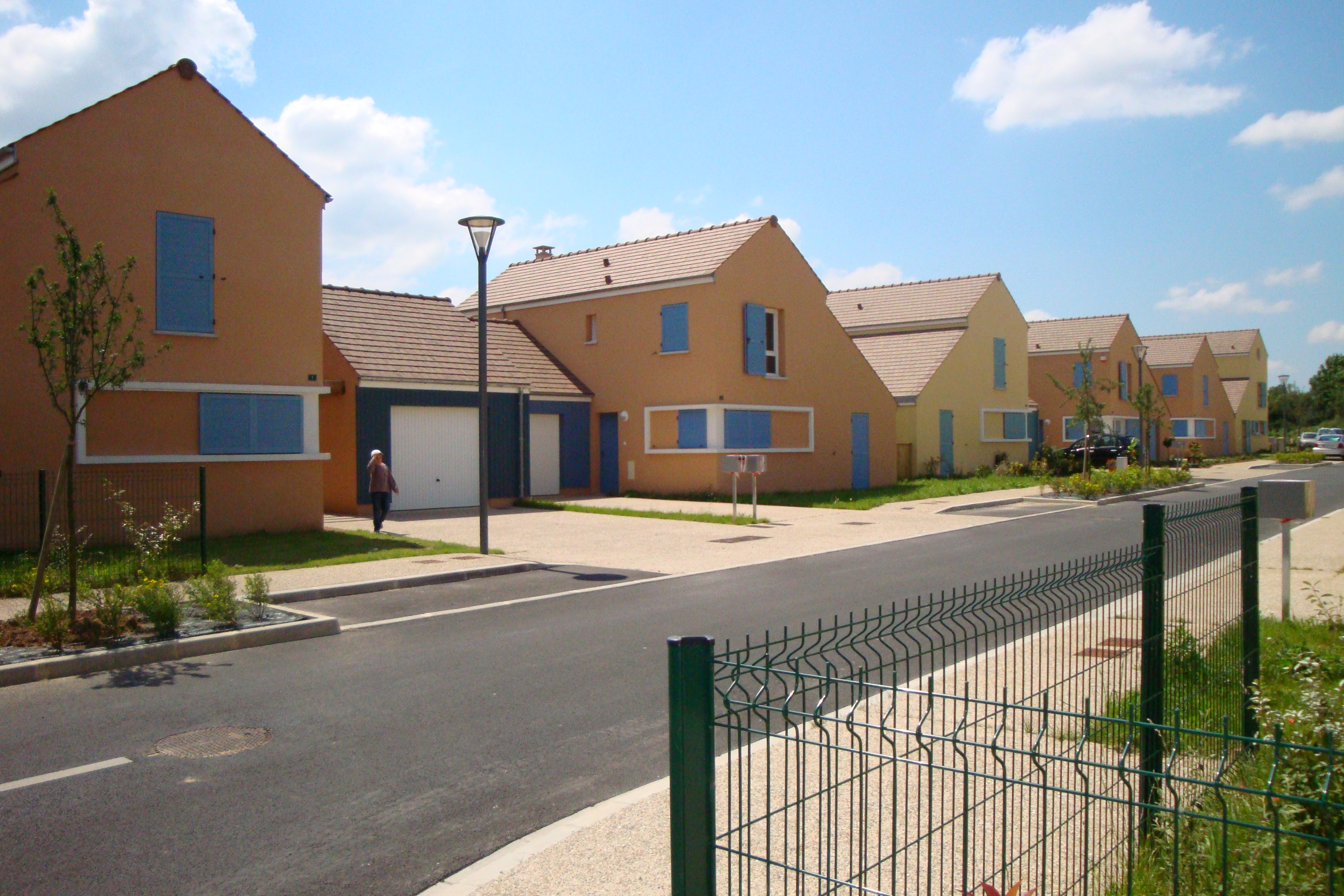
Résidence de la Planchette.
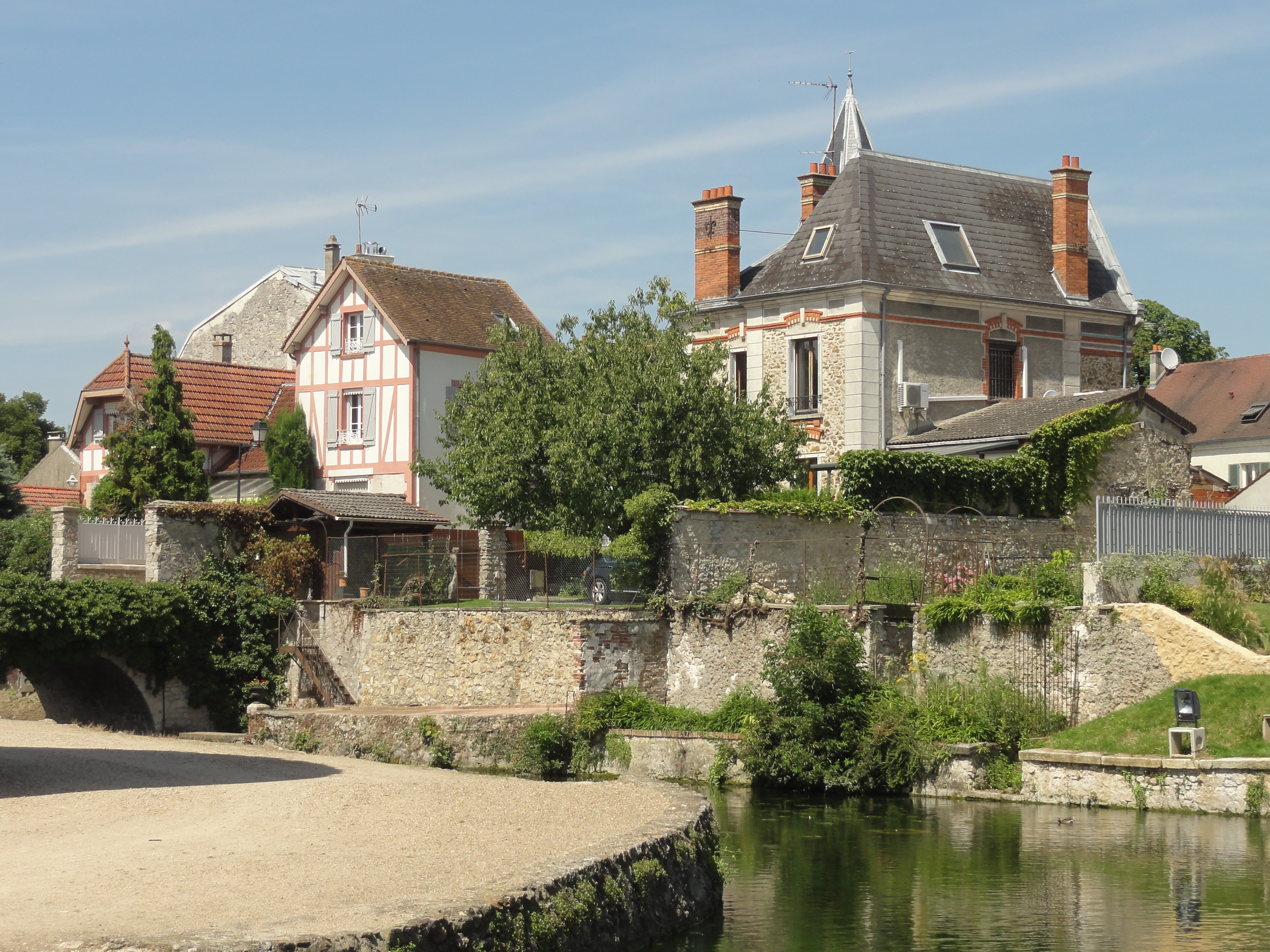
Maisons avoisinantes au château.
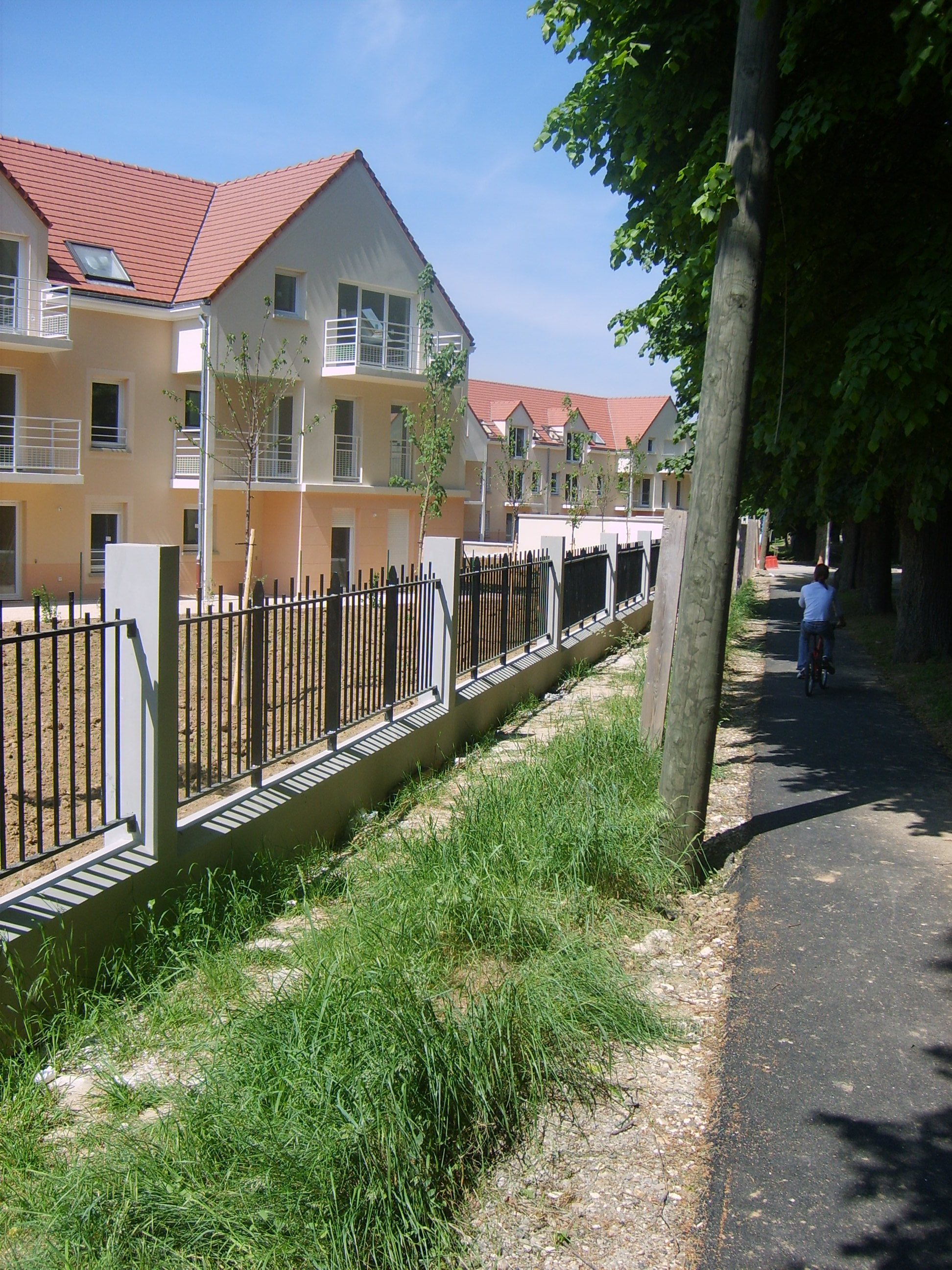
Résidence des Portes de Brie.
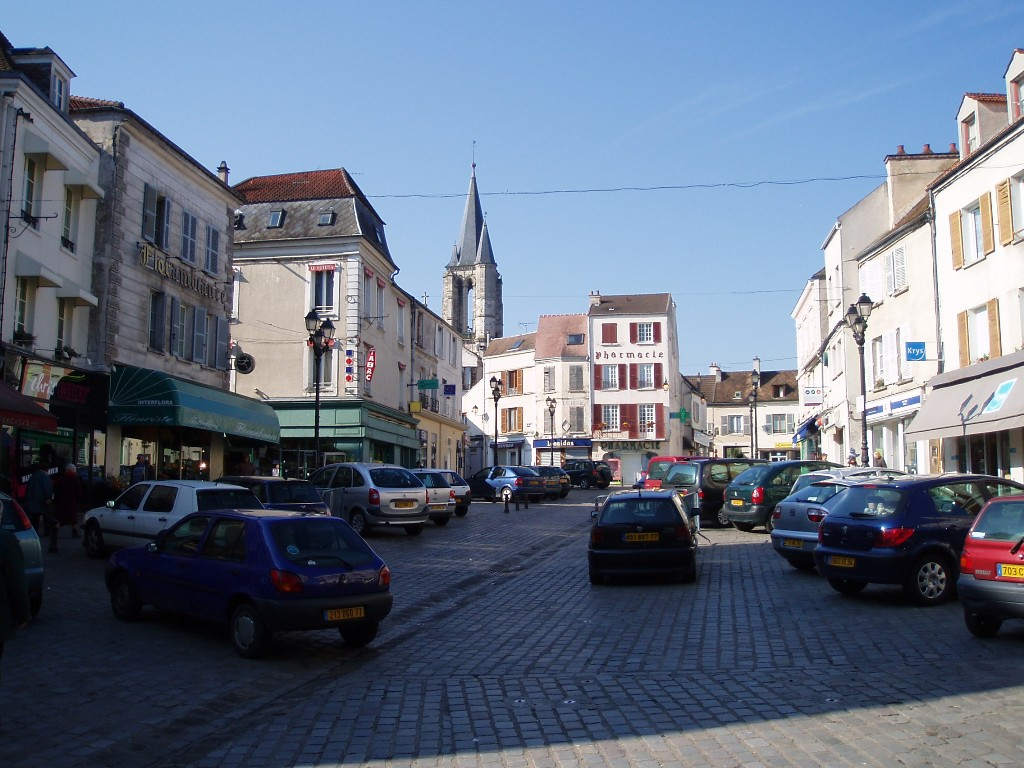
Place du Marché.
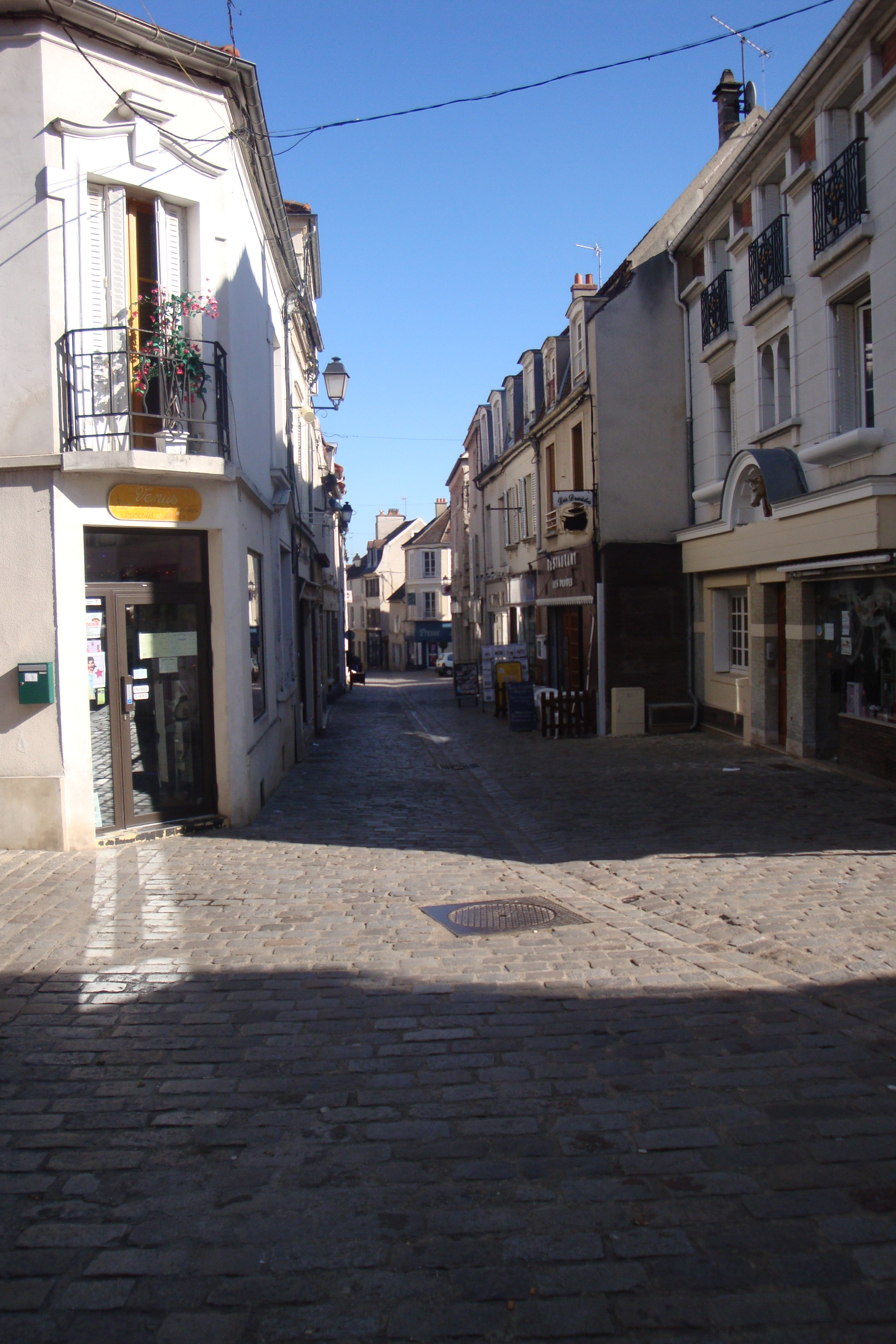
Rue de l’Église.

### Voies de communication et transports

#### Voies de communication

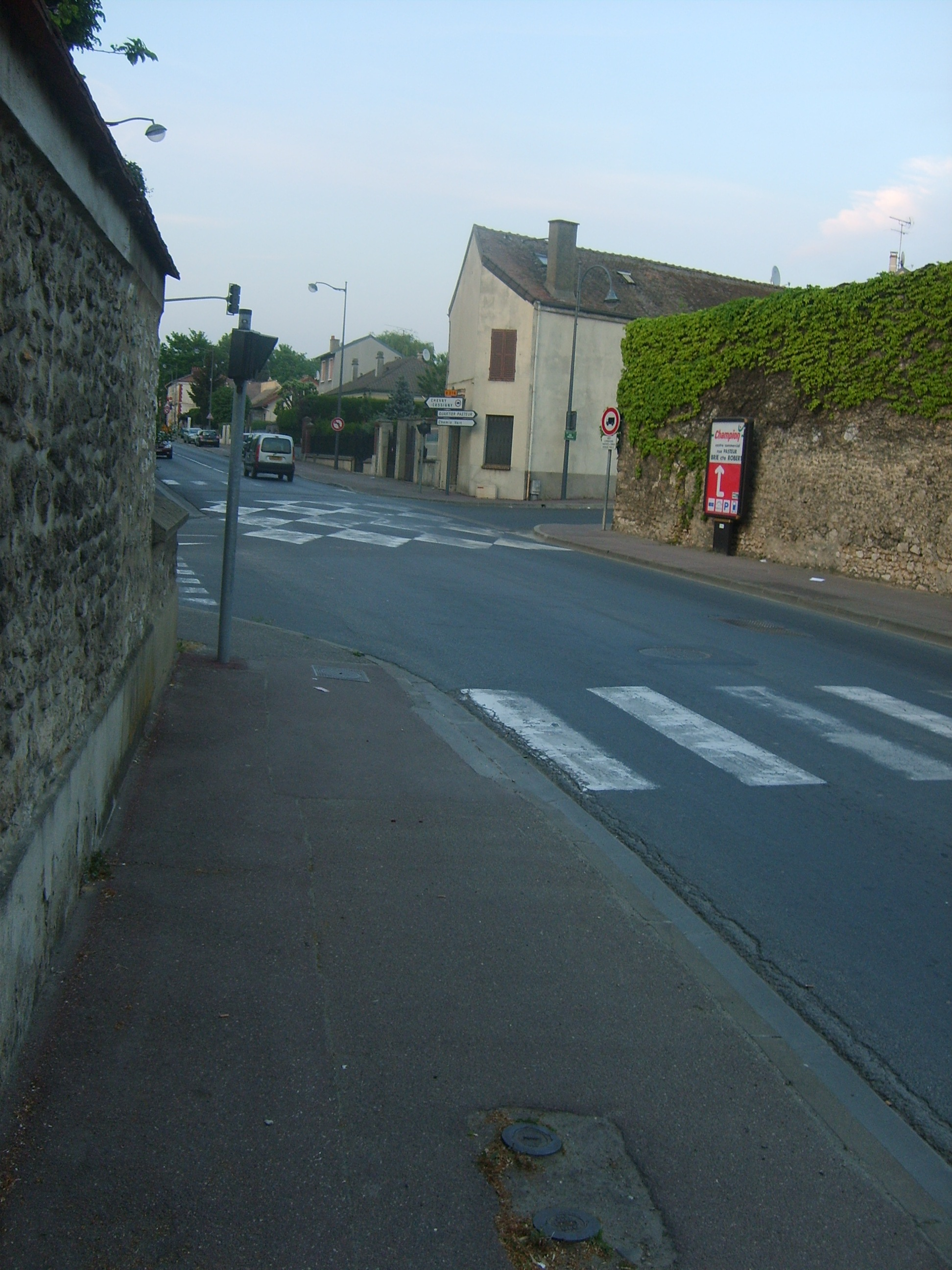
Rue de Verdun, D 216 (2007).

Le territoire de Brie-Comte-Robert est traversé par quatre routes départementales. La D 319 (ancienne route nationale 19) est un itinéraire important qui relie Brie à Guignes ; elle traverse le centre de la commune. De moindre importance, la D 316 assure la déviation de la D 319 par le nord de la commune. À partir du centre de Brie-Comte-Robert et longeant la moitié du territoire vers le nord-est, la D 216 permet de rejoindre la commune voisine de Chevry-Cossigny et la commune de Mouroux. Enfin, la D 50 relie Arbonne-la-Forêt au centre de Brie-Comte-Robert.
Le territoire est également desservi indirectement par la Francilienne (sortie 22 des autoroutes A4 et A10) grâce à l’échangeur situé entre Servon et la commune de Brie-Comte-Robert. Le territoire est également desservi par la route nationale 19.
La circulation routière est assez dense et souvent difficile sur la route départementale 319 pendant l'heure de pointe. La ville est entourée par la Francilienne et par la route départementale 316. Un projet est en cours pour finir de contourner Brie-Comte-Robert par le sud-est. Le stationnement à Brie reste assez difficile en centre-ville. Il est gratuit dans la totalité des rues, sans limitation de durée (limite de sept jours) ou en zone bleue. La ville mène une politique de promotion du transport collectif et cycliste en développant depuis quelques années un réseau de pistes cyclables et de liaisons douces.
Depuis mars 2016, une station de covoiturage a été mise en service près de l'échangeur de la Francilienne.

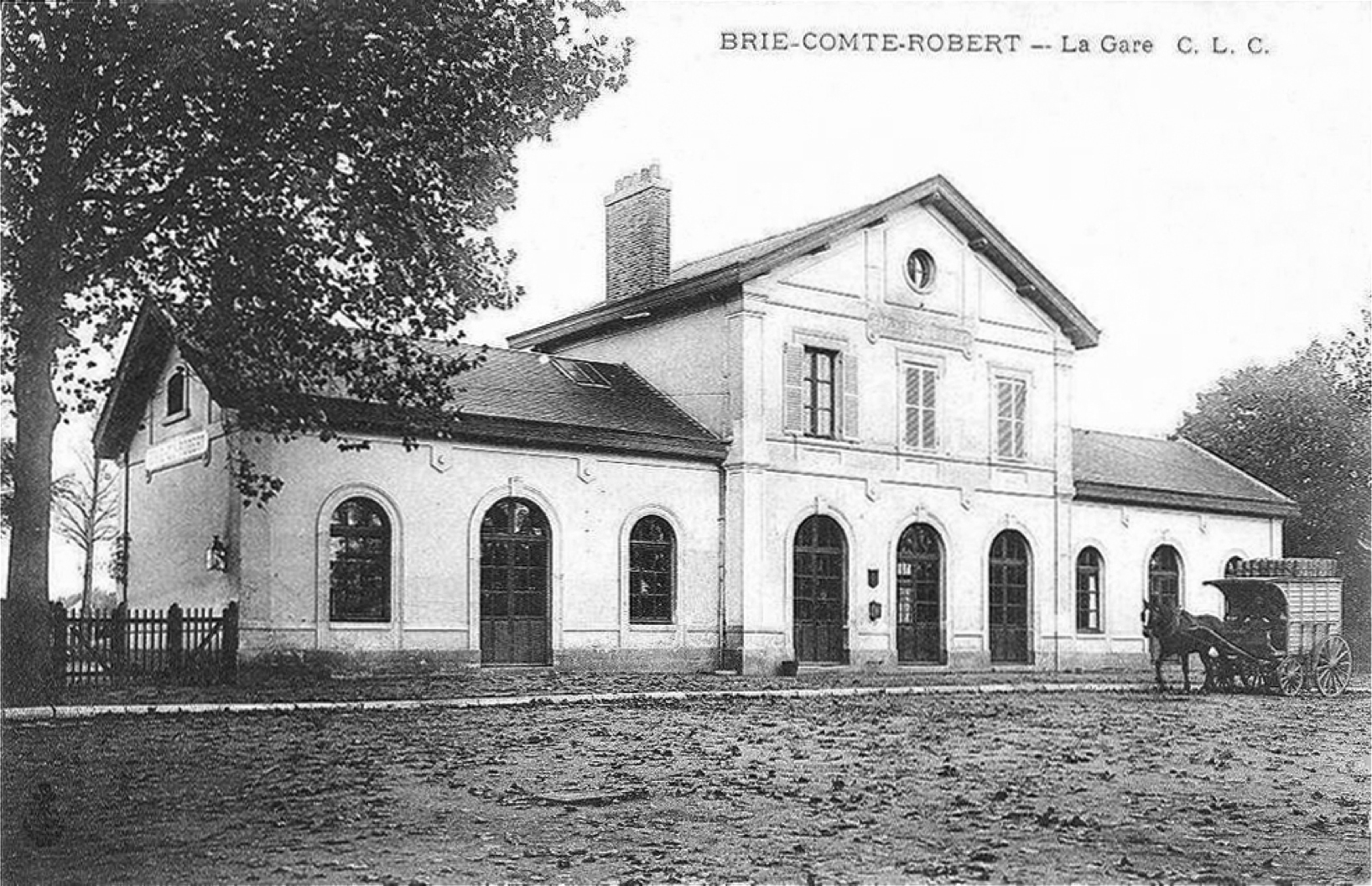
La gare de Brie, vers 1900.

Brie-Comte-Robert a longtemps été desservie par la ligne de Vincennes, par le biais de la gare de Brie-Comte-Robert qui reliait la gare de Paris-Bastille à Verneuil-l'Étang. Aujourd'hui, celle-ci a été reprise jusqu'à Boissy-Saint-Léger par la ligne A du RER, et la plate-forme qui supportait la ligne de Limeil-Brévannes à Brie-Comte-Robert a été partiellement reprise par la LGV Interconnexion Est. Longtemps restée désaffectée, l’ancienne gare de Brie-Comte-Robert a fait l'objet d'une restauration et est actuellement le siège de la communauté de communes de l'Orée de la Brie.
Depuis que la ligne de Vincennes a été fermée au-delà de Boissy-Saint-Léger, la ville n'est plus desservie par le chemin de fer. Il s'agit d'ailleurs de la commune la plus peuplée de Seine-et-Marne à en être dépourvue. En dépit d'un réseau de bus la reliant ainsi à plusieurs autres lignes ferroviaires, le temps de parcours est important pour rejoindre le cœur de l'agglomération.
Le projet de ligne dite « tangentielle est » ou « méridienne », soutenu par l'association ACTIV77 et le département de Seine-et-Marne, mais non pris en compte par le syndicat des transports d'Île-de-France (STIF) fin 2012, prévoyait une station à Brie-Comte-Robert.

#### Transports en commun
La commune de Brie-Comte-Robert ne dispose que d'un seul mode de transport en commun : le bus. La commue est principalement desservie par le réseau de bus du Pays Briard via les lignes 6, 7, 10, 14, 16, 21, 23 et 30 ainsi que par le réseau communal BrieBus opéré par Transdev SETRA, qui est un service gratuit et accessible aux personnes à mobilité réduite ; ses arrêts sont repérés par des poteaux spécifiques sur lesquels sont affichés les horaires de passage. Depuis le 1er octobre 2008, un nouveau service permet de se déplacer entre les communes de Brie-Comte-Robert, Servon ou encore Chevry-Cossigny, c'est le Proxi'Bus, service géré par la communauté de communes de l'Orée de la Brie ; le service est payant au même prix qu'un ticket t+.
Le réseau permet aux usagers de se déplacer dans les communes avoisinantes avec une connexion aux différentes lignes du réseau express régional d'Île-de-France. Il permet ainsi de rejoindre plusieurs communes avec une gare du RER D : Melun, Combs-la-Ville et Lieusaint ; avec une gare du RER A : Noisiel, Serris et Boissy-Saint-Léger ; avec une gare du RER E : Ozoir-la-Ferrière ; avec une gare du Train P : Verneuil-l'Étang. Une des lignes de bus permet de relier Brie-Comte-Robert à la ville de Créteil et dessert également un arrêt de la ligne 8 du métro de Paris.
Des ramassages vers les collèges Arthur-Chaussy et Georges-Brassens ainsi que le lycée Blaise-Pascal sont organisés lors des périodes scolaires. Le lycée Bougainville est quant à lui desservi par la ligne 21 du réseau du Pays Briard.

### Risques naturels et technologiques
La commune de Brie-Comte-Robert fait l'objet d'un arrêté décrivant les risques naturels prévisibles de mouvements de terrain, d'inondation et sismique. La commune est parfois frappée par des catastrophes naturelles. Les plus importantes sont les inondations et des mouvements de terrain. Les phénomènes les plus récents datent de l'été 2005, au cours duquel le territoire communal a été touché par des mouvements de terrain dus à la sécheresse et à la réhydratation des sols. Ces mouvements de terrain se sont produits à plusieurs reprises entre 1992 et 2005. D'autres sinistres naturels ont été constatés, comme les inondations et les coulées de boue. D'autres avaient eu lieu entre le 5 et le 7 août 1997, du 6 au 7 juillet 1987, le 17 juin 1986, du 8 au 10 avril 1983, du 8 au 31 décembre 1982, ou encore pendant la tempête de décembre 1999.

## Toponymie

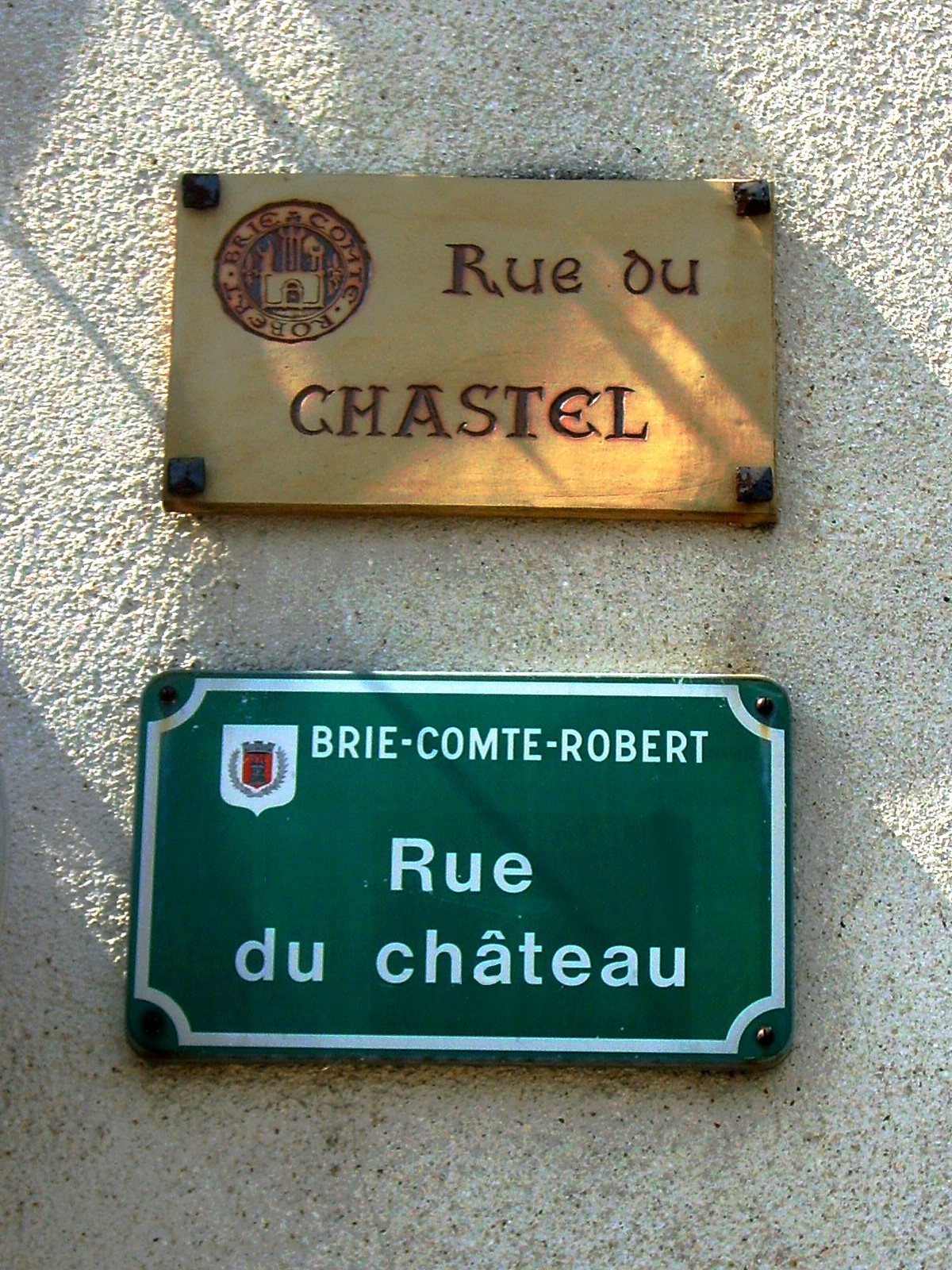
Noms de rue, au centre-ville.

### Attestations anciennes
Le nom de la ville est d'abord attesté sous la forme [in] Bradeia au IIIe siècle, [in pago] Briegio en 632, puis Braia, nom mentionné vers 1142, lorsque le roi Louis VI le Gros voulut acquérir la terre de Brie à l'évêque de Paris, Braya en 1207 ; Braye en 1284, Breye en 1287 ; Braeia au XIIIe siècle, ; Braie en 1328 ; Braya Roberti Comitis et Braye Conte Robert en 1333 ; Braye Conterobert en 1435; Bry Comte Robert en 1678 ; Brye-Conte-Robert, ; Brie la Ville et Brie sur Hieres en 1793,.
In Bradeia vico pagi Parisiensi (Fortunat, Vie de saint Germain).

### Étymologie
L'élément Brie est peut-être issu du gaulois bracu (mentionné braco dans les gloses) « boue », suivi d'un suffixe -eia, d'où le sens global de « la [terre] boueuse ». Ce terme a donné l'ancien français brai, même sens, vivant dans les dialectes au sens de « terrain humide », du Gaulois *bracu ( plus exactement *brakus, brakōs) qui a d’abord désigné un « fond de vallée humide » puis un « marais ». Cependant, une autre explication fait remonter ce toponyme au gaulois briga « le plateau, la hauteur ».
Le déterminant complémentaire Comte-Robert se réfère à Robert Ier de Dreux, fondateur et premier seigneur de Brie-Comte-Robert au XIIe siècle. Il était le frère du roi de France Louis VII.
Le 2 novembre 1792, l'assemblée des citoyens demande le changement de nom de la commune, le déterminant complémentaire Comte Robert est banni pour être remplacé par [Brie]-la-Ville en 1792, auquel se substitue [Brie]-sur-Hyères en 1793. Le 10 juin 1814, la commune de Brie-sur-Hyères reprend le nom de Brie-Comte-Robert.

## Histoire

### Antiquité

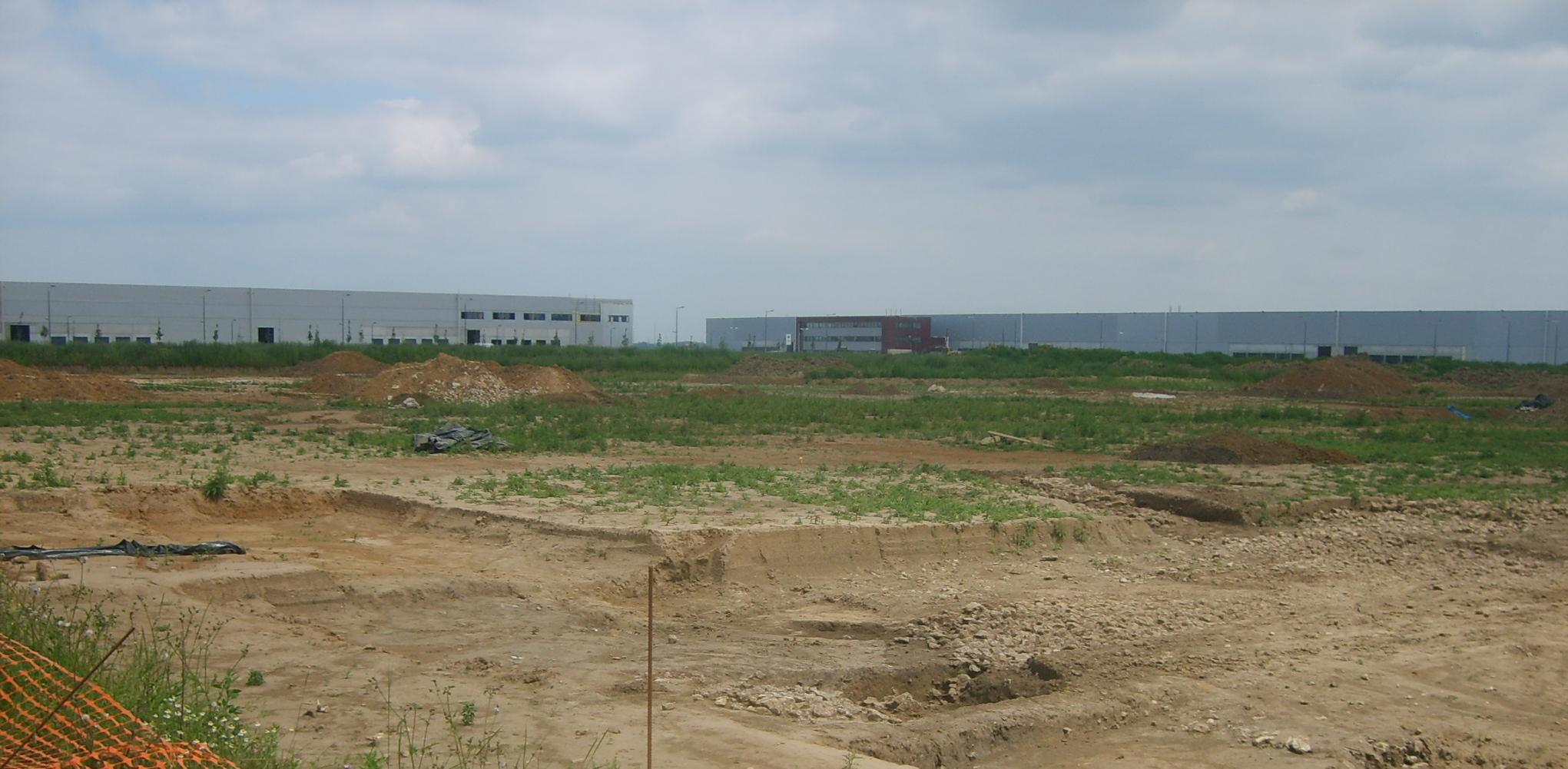
Recherches archéologiques.

Lors des travaux de construction de la "zone d'activité du Midi de la Plaine", plusieurs sites et traces d'occupation datant de la Préhistoire à la fin de l'Antiquité ont été découverts sur une surface de 34 hectares. Deux ensembles distincts ont été décrits : il s'agit de deux établissements ruraux ayant fait l'objet d'une fouille archéologique préventive menée de février à juin 2008. Les fouilles ont été divisées en deux zones, la première de 7 000 m2, destinée à étudier le site protohistorique, et une seconde, de 28 000 m2, englobant tout un ensemble de structures antiques, délimitées au sud par l'axe de circulation ancien.
La première zone est caractérisée par plusieurs structures en creux. Il s'agissait principalement de structures pour le stockage. Quelques trous de poteaux ont été retrouvés dans la zone, mais dans leur état de conservation on ne peut pas connaître leur utilisation.
Aucun des bâtiments n'a pu être identifié, mais la présence de nombreux fragments de torchis dans certains silos laisse supposer l'existence de plusieurs édifices à proximité. Des tessons de poterie, des monnaies, des fusaïoles, et des ossements d'animaux ont aussi été découverts. Le mobilier en céramique et plus particulièrement la poterie, qui est assez abondamment représentée, permet de dater le site du début du second âge du fer.
La deuxième zone présente de nombreuses structures antiques appartenant à l'extrémité sud d'un établissement rural, qui borde une ancienne voie romaine provenant de l'est de la commune de Chevry-Cossigny et Presles-en-Brie, et se dirigeant vers le nord de la commune de Brie-Comte-Robert. Dans cette deuxième zone, il y a de grands bâtiments sur fondations en pierre, un petit édifice à abside avec des fondations et radier en pierre dont la fonction est restée indéterminée, et il y a au moins neuf bâtiments sur poteaux, dont les usages sont très variés : habitats, bâtiments pour l'artisanat, pour l'élevage, et le stockage. Une de ces constructions, qui est faite en matériaux légers, est remarquable en raison de sa forme et de son état de bonne conservation.

### Moyen Âge

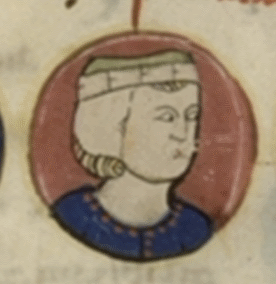
Robert II de Dreux.

Brie-Comte-Robert est l'ancienne capitale de la Brie française. Autrefois la ville de Brie-Comte-Robert se nommait Bradeia. C'était un petit vicus (village), où il y avait un grand marché agricole. Le village était concentré autour de son marché, de sa petite église dédiée à Notre-Dame et de son cimetière.
Vers le XIIe siècle, la ville se nommait Braia ; le roi Louis VI, qui en acheta la plus grande partie, donna ces terres avant de mourir à son fils puîné Robert, qui reçut aussi le comté de Dreux,. Robert Ier comte de Dreux participa à la deuxième croisade avec son frère aîné, Louis VII. Le village devint ville vers 1153. Robert Ier de Dreux meurt en 1188 : il avait donné son nom à la ville, -Comte-Robert.
Pour défendre la ville, Robert avait fait construire un château qui devient, au début du XIIIe siècle, l'une des meilleures places fortes de la région. Le château s'élevait au nord de la ville sur la route de Paris et présentait une enceinte carrée protégée par un fossé d'eau vive, avec une tour ronde à chacun des angles. Un donjon carré en défendait l'entrée. Trois autres tours fortifiaient le quadrangle et se reliait aux premières. Malgré son titre royal, la châtellenie n'en reste pas moins, comme à son origine, dans la mouvance de l'évêché de Paris auquel les possesseurs devaient foi et hommage.
En 1147, le comte Robert II de Dreux, devient le second seigneur de Brie-Comte-Robert à la mort d'Agnès de Baudement, sa mère. Il commença à édifier l'église Saint-Étienne et fonda aussi un hôtel-Dieu en 1207. Il meurt en 1218 et sa seconde épouse Yolande de Coucy en 1222. Brie fut possédée ensuite par Robert III de Dreux dit Gasteblé (né en 1185, mort en 1233 : il succède à ses père et mère Robert Ier et Yolande de Coucy) ; puis par Pierre Ier de Dreux-Bretagne (Pierre Mauclerc) (1187-1250), frère cadet de Robert III, aussi comte de Bretagne par son mariage avec Alix de Thouars et compagnon de Saint Louis à la septième croisade ; il mourut en mer, et les terres de Brie restèrent à la famille de Bretagne :
- son fils le duc Jean le Roux (vers 1218-1286), père d'Alix (1243-1288 ; sœur du duc Jean II), qui épouse en 1254 Jean de Châtillon comte de Blois, dont Jeanne (ap. 1254-1292 ; mariée sans postérité survivante à Pierre d'Alençon). Sa cousine Blanche de Dreux-Bretagne (vers 1271-1328 ; fille du duc Jean II ; femme de Philippe d'Artois sire de Conches et de Mehun) hérite en 1288, puis sa fille Marguerite d'Artois (1285-1311), mariée à Louis, comte d’Évreux, demi-frère puîné du roi Philippe IV le Bel.
- Marguerite d'Artois meurt en 1311 en donnant tout à sa fille Jeanne d'Évreux. Jeanne d'Évreux, l'une des principales personnalités de l'histoire de la commune, nièce du Roi Philippe le Bel, épousa son cousin germain le roi Charles IV le Bel le 11 mai 1326 et lui apporta le village en dot. Le roi Charles mourut à l'âge de 34 ans, en 1328. Durant son veuvage, la reine Jeanne se retire dans le château de Brie et elle y fait construire un hôtel seigneurial où elle meurt le 4 mars 1371[66]. Durant la guerre de Cent Ans, le roi Philippe VI, cousin germain de Jeanne d'Evreux, se marie dans l'église Saint-Étienne le 29 janvier 1350 avec Blanche d'Evreux-Navarre, arrière-petite-fille de Blanche de Dreux-Bretagne et nièce de ladite reine Jeanne.
- À la mort de Jeanne d'Évreux le 4 mars 1371 à Brie, sa fille Blanche de France lui succède. Veuve sans enfant de Philippe de Valois, duc d'Orléans, elle transmet son héritage à Charles V, son petit-cousin Valois, petit-fils de Philippe VI et neveu de Philippe d'Orléans, mais elle resta dans les lieux jusqu'à sa mort en 1393. Charles VI hérite des biens de son père Charles V et les donne en apanage à son frère cadet Louis d'Orléans.

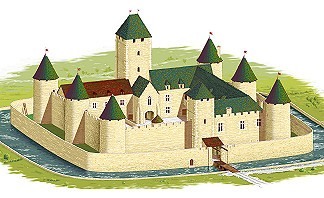
Château de Brie-Comte-Robert au XIVe siècle.

Après l'assassinat de Louis d'Orléans en 1407, une guerre civile éclate en France entre Armagnacs, tenants des Orléans, et Bourguignons, alliés aux Anglais. Brie échoit au fils de Louis d'Orléans, le duc et poète Charles d'Orléans, qui est fait prisonnier à la bataille d'Azincourt, en 1415, par le roi d'Angleterre Henri V ; Charles d'Orléans sera emmené en captivité outre-Manche, et il y reste pendant 25 ans. Le château passe, selon les hasards de la guerre, des Bourguignons au roi de France, des soldats de Philippe le Bon aux Anglais : le château de Brie est donc occupé un moment par les Bourguignons (Jean sans Peur y passera en 1418). Pris en 1422, la ville de Brie est donnée en 1424 à Isabeau de Bavière, veuve de Charles VI. La ville tombe aux mains des Anglais le 6 septembre 1430, et reste en leur possession jusqu'en 1434. Alors confiée à la garde anglaise de Guillaume de Ferrière, elle fut prise par le duc de Bourbon.
Assiégés durant 2 jours, le comte de Stafford s'empare de la ville et du château le 5 septembre 1439. Quatre ans après, les brèches sont relevées, mais le château tombe dans les mains du duc de Bourgogne, celui-ci ayant soudoyé Guillaume de Ferrière, placé là comme capitaine des Anglais. Quand le futur Louis XI, qui n'était alors qu'un Dauphin révolté contre son père Charles VII, entraîna à sa suite des seigneurs des provinces de Brie et de Champagne, ceux-ci s'emparèrent à leur tour de la ville de Brie-Comte-Robert. Par la suite, le monarque dut la reprendre par la force. Charles d'Orléans revient de sa captivité en 1440, et rentre en possession de Brie-Comte-Robert et de son château.

### Temps modernes

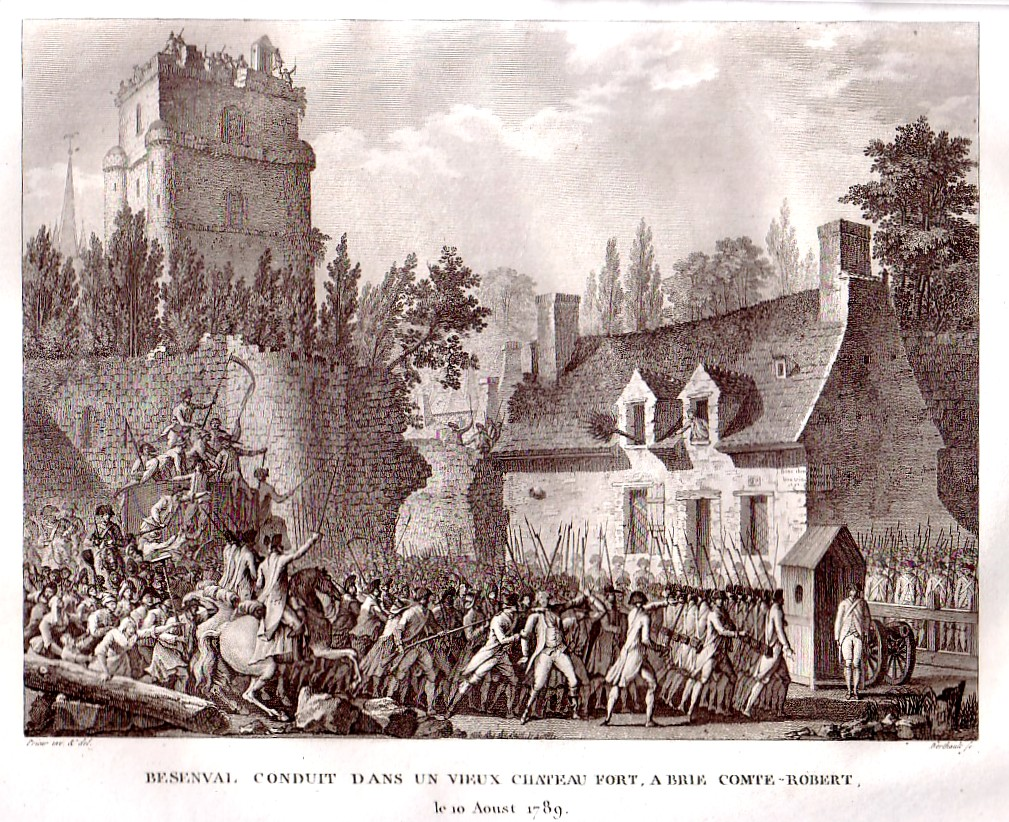
Mise en prison de Pierre Victor de Besenval.

- La ville reste à la famille d'Orléans jusqu'au roi Louis XII, le fils de Charles d'Orléans, et son gendre François Ier, qui monte sur le trône en 1515. Brie relève alors de la Couronne, même si le roi donne la ville à des seigneurs engagistes.
- Ainsi (d'après le site[62]), vers 1521 : - Louis Poncher († 1521), reçoit Brie (il avait aussi acquis Torcy, Moret, Crécy, Tournan, La Ferté), suivi de sa fille Anne Poncher, dame de Villemenon (à Servon) et de Lésigny, épouse d'Antoine II Bohier de Chenonceaux ; 1528-1541 : - l'amiral Chabot (1492-1543), puis sa veuve Françoise de Longwy (nièce de François Ier) ; le - maréchal Jean Caraccioli de Melfi en 1543-1546 ; 1547-1564 : - Jean-François II d'Acquaviva d'Aragon duc d'Atri (titre porté en France ; arrière-petit-fils d'Andrea Matteo III, 8e duc d'Atri, et de Jeanne/Isabelle d'Aragon-Naples) ; 1564 : - les Gondi, à partir de Marie-Catherine de Pierrevive, femme d'Antoine Gondi, puis leur fils puîné Charles, général des Galères et marquis de La Tour ; 1572/1574 : - René de Villequier, homme de confiance d'Henri III, puis sa fille Charlotte-Catherine, femme de Jacques d'Aumont ; 1600 : - Balthazar Ier Gobelin (de la famille des Gobelins ; † vers 1620), trésorier général de l’Artillerie, trésorier de l’Epargne, secrétaire du roi et conseiller d’État, Président de la Chambre des Comptes, qui accueille Louis XIII enfant en 1609 et 1612 ; 1613 : - les Brûlart, avec Pierre Brûlart de Sillery et son oncle Noël, chevalier de Saint-Jean de Jérusalem, les deux † en 1640 ; 1633/1640 : - les Bullion, avec le surintendant Claude (1569-1640) et sa femme Angélique Faure (1593-1664), puis leurs fils ; 1684 : - les de Mesmes, avec Jean-Jacques comte d'Avaux (1640-1688 ; président à mortier au Parlement de Paris, académicien français-fauteuil 4), son fils Jean-Antoine (1661-1723 ; académicien français-fauteuil 22, Premier président du Parlement de Paris), et les deux filles de ce dernier[68] ; 1734 : - Germain-Louis (de) Chauvelin (1685-1762), président à mortier au Parlement de Paris, garde des Sceaux, marquis de Grosbois, puis ses filles jusqu'en 1766. Retour à la Couronne, mais Louis XV va alors céder Brie en l'échangeant avec un prince issu de Louis XIV, le comte d'Eu (ci-dessous).

Des habitants de Brie ayant embrassé le protestantisme au XVIe siècle, l'ancien évêque de Troyes, Antoine Caraccioli, vint s'installer au château pour les seconder. En 1563, sa présence attira les soldats papistes lancés contre les huguenots.
En 1649, la ville participa à la Fronde, le soulèvement du peuple de Paris contre Mazarin. Brie-Comte-Robert est occupée par des frondeurs parisiens afin d'assurer le ravitaillement de Paris bloqué par Condé et 15 000 hommes. Le 27 février 50 maisons sont brûlées, et les frondeurs ont pris refuge au château. Après leur défaite, celui-ci est démantelé pour ne plus servir de refuge.
- En 1766, Louis XV échange avec son cousin Louis-Charles de Bourbon (comte d'Eu et ancien Prince souverain de Dombes ; 1701-1775 ; fils du duc du Maine et petit-fils de Louis XIV) le domaine de Brie contre des terres à Versailles.

### Révolution française et Empire
Un incident au début de la Révolution : le 17 juillet 1789, le baron de Besenval (colonel des Gardes Suisses et commandant militaire de l'Île-de-France) est en fuite vers la Suisse mais il est arrêté par la milice de Villenauxe, puis incarcéré au château de Brie du 11 août au 7 novembre. Le seigneur de Brie est alors le duc de Penthièvre, Louis-Jean-Marie de Bourbon (1725-1793 ; fils du comte de Toulouse), autre petit-fils de Louis XIV, cousin germain et héritier du comte d'Eu. À sa mort, les domaines passent à sa fille Louise-Marie-Adélaïde, mère du roi Louis-Philippe. Elle épouse Philippe Égalité d'Orléans, qui fut le dernier seigneur de Brie-Comte-Robert : il ne garda le château que quelques mois car il fut confisqué par la Nation, et mis en vente en 1793 comme bien national ; Philippe d'Orléans fut lui-même guillotiné le 6 novembre 1793.
Le 26 octobre 1793, il est donné l'ordre de détruire tout signe religieux (aux carrefours de la ville, au cimetière ainsi que sur les églises). Le 2 décembre 1793, la croix et le coq de l'église paroissial ainsi que la croix de l'église des Minimes furent démontés et vendus. Le 10 janvier 1794, le drapeau tricolore est orné au sommet du clocher de l'église paroissial. Pendant cette période, l'église devient un magasin à fourrage.

### Époque contemporaine

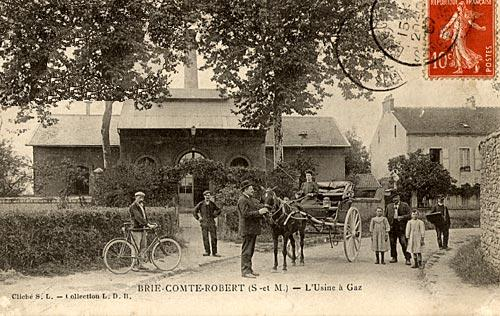
Usine à gaz de Brie.

La ville achète le château en 1803, puis le revend dix ans plus tard, en 1813. Le 11 mars 1816, le maire de Brie-Comte-Robert (Valladon de la Grivelle) est instruit d'un crime : un homme dans un sac a été retrouvé dans les eaux des fossés, le corps séparé des jambes, la tête et les cuisses. Il s'agit du corps de Pierre Gillet. L'assassin est retrouvé, c'était Jean Ferrell, qui a été guillotiné dans la commune le 7 octobre 1816.
Le 2 janvier 1817, la ville voit arriver la première entreprise industrielle, celle-ci possède une machine à convertir les résidus de pommes de terre en farine.
En 1835, le maire de l'époque, Auguste-Laurent Dutfoy, édite un règlement qui règlemente la circulation des véhicules en centre-ville, celui-ci instaure un sens unique les jours de marché.
Lors de la Guerre franco-allemande de 1870, le 6 novembre 1870, le ballon monté Ballon non dénommé no 3 ou Piper no 2 s'envole de l'usine à gaz de La Villette à Paris alors assiégé par les Prussiens et termine sa course, capturé par les Prussiens, à Brie-Comte-Robert après avoir parcouru 36 kilomètres. Le 25 mai 1866, la première pierre fut posée pour la construction d'une usine à gaz dans la commune.
Sous l'occupation prussienne, Clara Toussaint, une receveuse de poste de Brie-Comte-Robert, assure la circulation de courriers clandestins. Son bureau fut de nombreuses fois fouillé par l'armée prussienne, qui la soupçonne de transmettre des lettres et télégrammes sans autorisation. Elle fut dénoncée par une employée d'un café dénommé « La Belle Jardinière ». Elle meurt en 1899 : un an après, la société d’Histoire et d’Archéologie dépose une plaque en marbre sur la façade du bureau de poste de l'époque, en mémoire de Clara Toussaint et de ses deux collègues.
La commune est desservie de 1875 à 1939 par la ligne de Vincennes, qui reliait la gare de la Bastille à la gare de Verneuil-l'Étang. La gare de Brie-Comte-Robert était entourée des gares de Grisy-Suisnes et celle de Santeny - Servon. La ligne de Vincennes est reprise jusqu'à Boissy-Saint-Léger par le RER A, et la plate-forme de la ligne de Limeil-Brévannes à Brie-Comte-Robert a été partiellement reprise par la LGV Sud-Est.

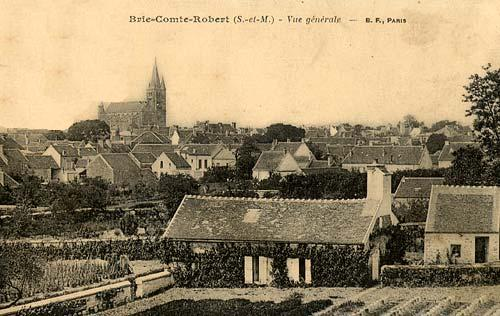
Brie-Comte-Robert, avant la Première Guerre mondiale.

De 1866 (sa création) jusqu'en mars 1893, l'usine à gaz est la propriété d'une société mais après mars, elle est donnée à la ville car la société ne pouvait plus assurer les grosses réparations de l'usine. Puis, de mars 1893 jusqu'à décembre 1917, une régie municipale gère de l'usine puis la ville la concède à monsieur Lagarde, qui fait fonctionner l'usine à gaz jusqu'en fin décembre 1935. La ville est alimentée ensuite par la compagnie continentale avec du gaz provenant de la ville de Corbeil. L'usine à gaz de Brie-Comte-Robert ne dure que 69 ans, puis est ensuite démolie pour laisser place à la place du Parc-des-Sports.
L'arrivée du chemin de fer, la ligne de Vincennes, rapproche Brie-Comte-Robert de la capitale, et le XIXe siècle voit la prospérité de Brie-Comte-Robert. Depuis quelques années, de nouvelles entreprises s'y sont implantées. En 1879, un propriétaire privé fait raser ce qui subsistait de la tour Saint-Jean, pour édifier une maison. La commune racheta le château en 1923 et le fait classer monument historique en 1925. Depuis 1982, la municipalité a entrepris un programme de remise en valeur du site, dans lequel s'insère le chantier archéologique.
De 1966 à 1974, l'ancien constructeur automobile, Chappe et Gessalin, avait son siège social à Brie-Comte-Robert, plus exactement dans la rue du Coq Gaulois. 395 véhicules ont été produits dans l'usine Briarde. Une rue de la commune a été nommée rue Chappe-Gessalin en hommage à l'entreprise.

## Politique et administration

### Rattachements administratifs et électoraux
Brie-Comte-Robert se trouve dans le département de Seine-et-Marne. Rattachée depuis la Révolution française à l'arrondissement de Melun, elle intègre le 1er janvier 2017 l'arrondissement de Torcy afin de faire coïncider les limites d'arrondissement et celles des intercommunalités.
Elle fait partie depuis 1988 de la neuvième circonscription de Seine-et-Marne.
La ville était depuis 1793 le chef-lieu du canton de Brie-Comte-Robert avant d'être rattachée au canton de Combs-la-Ville dans le cadre du redécoupage cantonal de 2014 en France.
Brie-Comte-Robert relève du tribunal d'instance, du tribunal de grande instance, du tribunal pour enfants, du conseil de prud'hommes et du tribunal de commerce de Melun, de la cour d'appel de Paris, du tribunal administratif de Melun et de la cour administrative d'appel de Paris.

### Intercommunalité

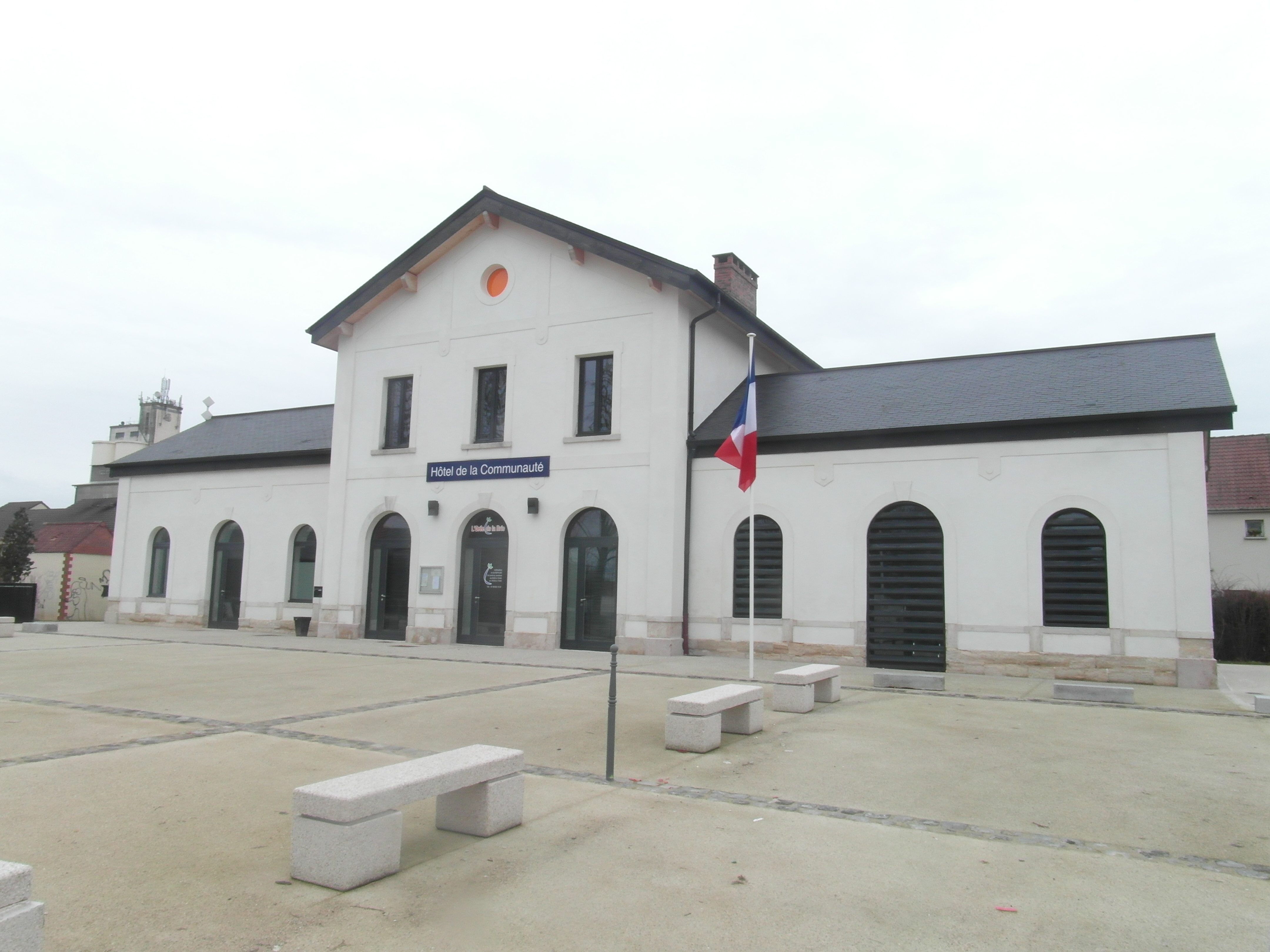
L'ancienne gare de Brie-Comte-Robert, siège de la CCOB.

La commune est le siège de la communauté de communes de l'Orée de la Brie (CCOB), un établissement public de coopération intercommunale (EPCI) à fiscalité propre créé en 2004 et auquel la commune avait transféré un certain nombre de ses compétences, dans les conditions déterminées par le code général des collectivités territoriales.
Elle adhère en outre au syndicat intercommunal du chemin des Roses avec six autres communes, au syndicat intercommunal d'études et d'aménagement du bassin de la vallée de l'Yerres avec dix-huit autres communes pour la préservation de l'environnement de la rivière, au Syndicat intercommunal de travaux et d'entretien de la Barbançonne avec quatre autres communes, et pour finir au Syndicat mixte pour l'assainissement et la gestion des eaux du bassin versant de l'Yerres (SyAGE) avec 102 autres structures.

### Tendances politiques et résultats
Le vote à Brie-Comte-Robert favorise le plus souvent la droite. Cette tendance semble confirmée par la plupart des consultations électorales récentes, régionales et nationales. Pour les élections municipales, c'est un vote plutôt vers la gauche. Au second tour de l'élection présidentielle française de 2007, Nicolas Sarkozy (UMP) obtient 58,06 % contre 41,94 % pour Ségolène Royal (PS). Lors de l'élection présidentielle française de 2012, le premier tour voit Nicolas Sarkozy (UMP) arriver en tête avec 28,27 % des suffrages exprimés, suivi de François Hollande (PS) avec 27,43 % et Marine Le Pen (FN) créditée de 19,62 % ; la participation a été de 75,47 %. Même constat pour le deuxième tour, Nicolas Sarkozy obtient 53,82 % contre 46,18 % pour François Hollande.

#### Élections cantonales et départementales
Résultats des seconds tours :
- canton de Brie-Comte-Robert :
  - élections cantonales de 2001 : données manquantes ;
  - élections cantonales de 2008 : 66,40 % pour Audré Aubert, maire de Brie-Comte-Robert (DVG), 33,60 % pour Pascal Charpentier (UMP), 56,34 % de participation[85].
- Canton de Combs-la-Ville :
En 2014, les cantons sont redécoupés ; les élections cantonales sont remplacées par les élections départementales.
  - élections départementales de 2015 : 60,74 % pour Virginie Thobor et Jean Laviolette (BC-SOC), 39,26 % pour Thérèse Lougassi et Morgann Vanacker (BC-FN), 42,57 % de participation[86].

#### Élections municipales
Résultats des seconds tours :
- élections municipales de 2001 : 55,26 % pour André Aubert (DVG), 16,60 % pour la deuxième liste de gauche (LGA) et 30,71% pour la liste divers droite, 55,26 % de participation[87],[Insee 10] ;
- élections municipales de 2008 : 57,78 % pour André Aubert (DVG), 42,22 % pour Yves Grannonio (DVD), 54,26 % de participation[88] ;
- élections municipales de 2014 : 47,93 % pour Jean Laviolette (LSOC), 38,08 % pour Anne-Marie Dutertre (LUD), 13,98 % pour Morgann Vanacker (LFN), 56,26 % de participation[89].

- élections municipales de 2020 : 51,21 % pour Jean Laviolette (SOC), 38,68 % pour Franck Denion (DVC), 10,09 % pour Morgann Vanacker (RN), 32,47 % de participation[90].

#### Référendums
- Référendum français sur le traité de Maastricht - 1992 : 50,69 % pour le Oui, 49,31 % pour le Non, 70,79 % de participation[91].
- Référendum de 2000 relatif au quinquennat présidentiel : 78,15 % pour le Oui, 21,85 % pour le Non, 27,33 % de participation[92].
- Référendum de 2005 relatif au traité établissant une Constitution pour l’Europe : 52,91 % pour le Non, 47,09 % pour le Oui, 67,60 % de participation[93].

### Administration municipale
Le nombre d'habitants au dernier recensement étant compris entre 10 000 et 19 999, le nombre de membres du conseil municipal est de 33.
Le maire de la commune depuis 2013 est Jean Laviolette (PS).

### Liste des maires
| Période                                  | Période                       | Identité                    | Étiquette | Qualité |
| ---------------------------------------- | ----------------------------- | --------------------------- | --------- | --- |
| Les données manquantes sont à compléter. |                               |                             |           | |
|                                          |                               | Jules Moret                 |           | Serrurier |
| 1864                                     | 1872                          | Alphonse Belin              |           | Agriculteur Conseiller général de Brie-Comte-Robert (1861 → 1874) |
| 1884                                     | 1888                          | Camille Bernardin           |           | Avocat, botaniste Conseiller général de Brie-Comte-Robert (1882 → 1894) |
| 1900                                     | 1910                          | Louis Guggemos              |           | Médecin Conseiller général de Brie-Comte-Robert (1912 → 1919) |
| 1910                                     |                               | M. Forgemol de Bosquemal    |           | |
| 1919                                     | 1922                          | Eugène Jollot               |           | Négociant Conseiller général de Brie-Comte-Robert (1919 → 1922) |
| 1922                                     | 1929                          | Paul Charles Anatole Savary |           | Propriétaire |
| 1929                                     | 1941                          | Arthur Chaussy              | SFIO      | Syndicaliste, tailleur de pierres Député de Seine-et-Marne (1919 → 1928 et 1932 → 1940) Conseiller général de Brie-Comte-Robert (1922 → 1934 et 1945 → 1945)                                                                            |
| 1941                                     | 1944                          | Édouard Picard              |           | Inspecteur STRCP |
| 1944                                     | mai 1945                      | Arthur Chaussy              | SFIO      | Conseiller général de Brie-Comte-Robert (1922 → 1934 et 1945 → 1945) Décédé en fonction |
| octobre 1947                             | mai 1953                      | Léon Willaumez              |           | |
| mai 1953                                 | 1956                          | Albert Lecomte              |           | |
| 1956                                     | mars 1971                     | Roger Galbrun               |           | Médecin, maire honoraire |
| mars 1971                                | 1979                          | Claude Tournier             | PS        | Décédé en fonction |
| 1979                                     | 15 avril 2013                 | André Aubert                | PS        | Conseiller principal d'éducation en lycée agricole Conseiller général de Brie-Comte-Robert (1988 → 1994 et 2001 → 2015) Vice-président du conseil général (2004 → 2015) Président de la CC Orée de la Brie (2003 → 2014) Démissionnaire |
| 15 avril 2013                            | En cours (au 19 février 2025) | Jean Laviolette             | PS        | Informaticien retraité Conseiller départemental de Combs-la-Ville (2015 → ) Président de la CC Orée de la Brie (2014 → ) Réélu en 2014 et 2020,                                                                                         |

### Jumelages
| \| Stadtbergen Olbernhau Bagnolo Mella Portugal (en projet) Litvínov Brie-C. \| Localisation des villes jumelles |
| Stadtbergen Olbernhau Bagnolo Mella Portugal (en projet) Litvínov Brie-C.                                        |

Au 22 février 2013, Brie-Comte-Robert est jumelée avec :
- Olbernhau (Allemagne) depuis 1985 ;
- Stadtbergen (Allemagne) depuis 1987 ;
- Bagnolo Mella (Italie) depuis 2000;
- Litvínov (Tchéquie) depuis 2011.

Olbernhau possède une population approximative de 12 500 habitants, elle est localisée dans la région de Saxe. Stadtbergen compte environ 14 000 habitants, elle est située à 750 km de Brie-Comte-Robert en Bavière.
Bagnolo Mella compte environ 12 000 habitants, elle est localisée dans la province de Brescia environ 950 km de Brie-Comte-Robert. Litvínov est une commune tchèque avec une population de 26 241 habitants en 2011, elle se trouve dans le district de Most. Depuis les années 1980, la municipalité cherche une commune portugaise pour un jumelage, initiative qui n'a toujours pas abouti début 2015.

## Équipements et services publics

### Enseignement

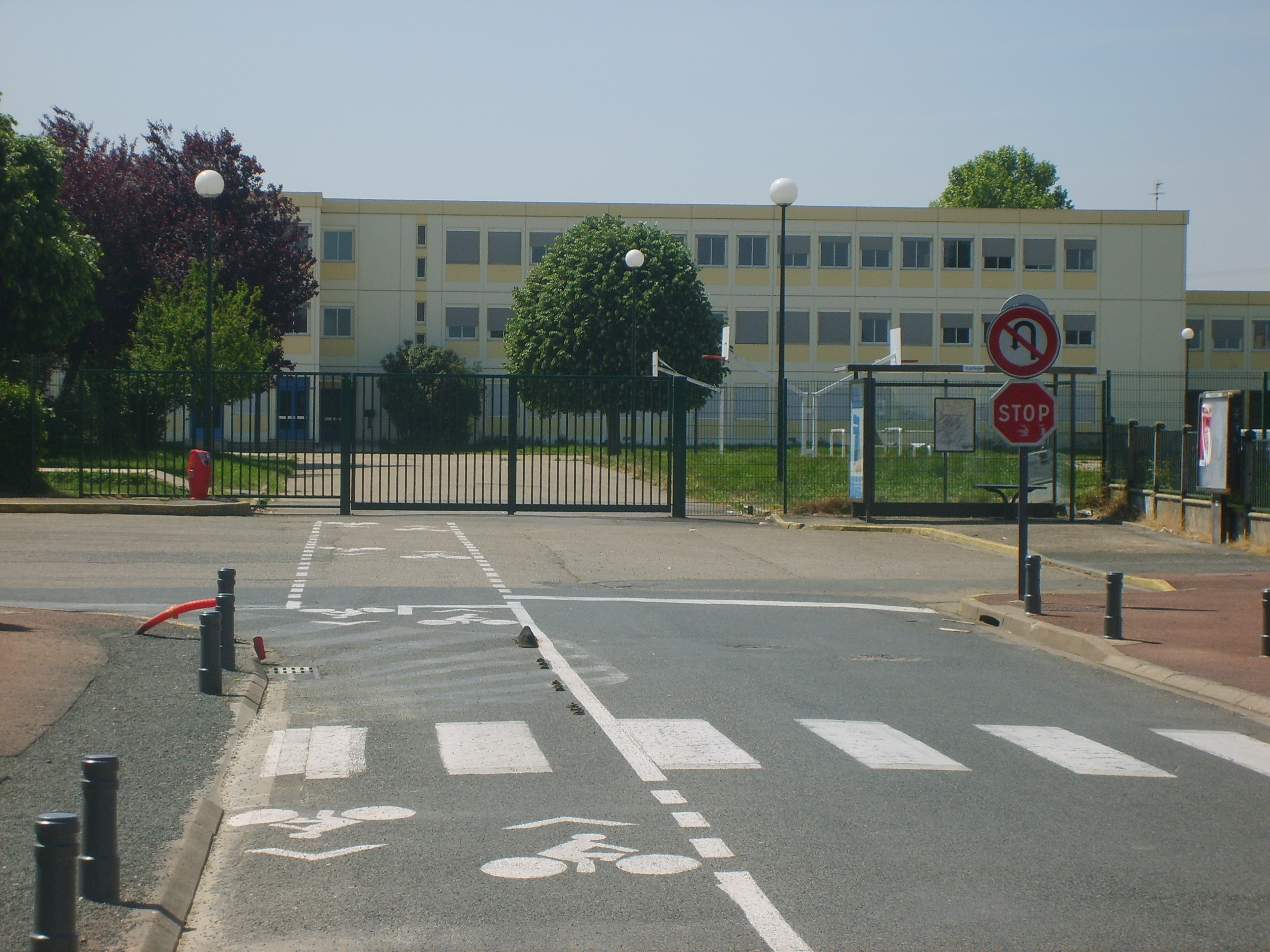
Collège Arthur-Chaussy.

Brie-Comte-Robert est rattachée à l'académie de Créteil. Cette académie fait partie de la zone C pour son calendrier de vacances scolaires. La première école publique de Brie-Comte-Robert a ouvert ses portes le 12 décembre 1816.
En 2013, la commune quatre écoles maternelles et trois écoles élémentaires communales (Jules-Ferry, Moulin-Fleury, Pasteur, Gérard-Meunot et Claude-Tournier) et deux écoles élémentaires privées y sont implantées. Le département administre deux collèges (Arthur-Chaussy et Georges-Brassens) et la région deux lycées : le lycée polyvalent Blaise-Pascal et le lycée « Sciences et nature » Bougainville auxquels s'ajoutent un établissement privé, l'institution privée Sainte-Colombe, créée en 1886 comme pensionnat de jeunes filles. En 1903, avec l'expulsion des congrégations, le droit d'enseignement des religieuses fut interdit, et la directrice, sœur Saint-Édouard, confia le pensionnat à madame Coutry. Depuis 1972, l'institution Sainte-Colombe est mixte.
Une école Montessori a ouvert ses portes à la rentrée 2015, il s'agit d'une structure privée hors contrat bilingue,.
Les temps d'activité périscolaire (TAP) sont organisés dans toutes les écoles de la commune.

### Santé

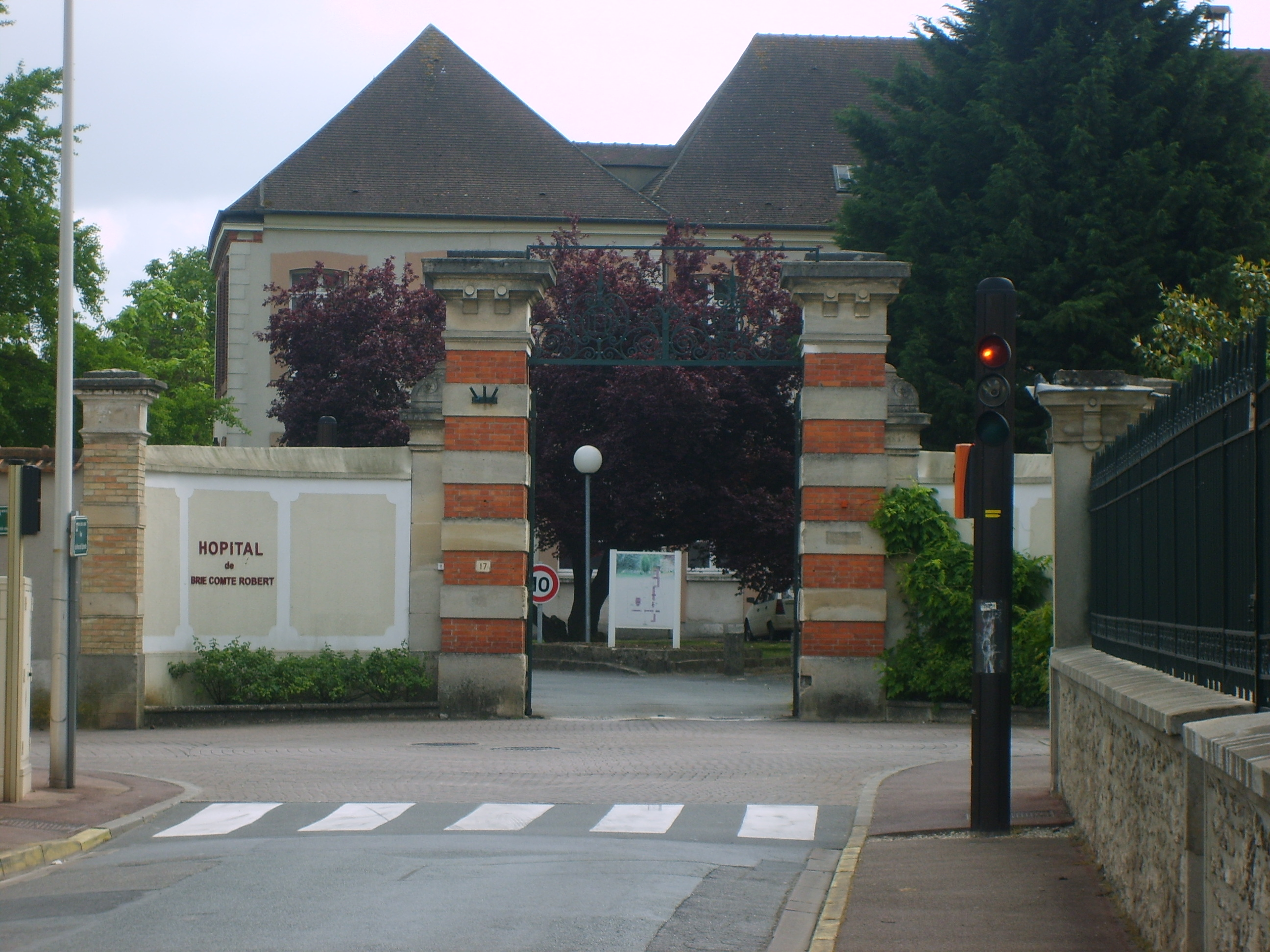
Hôpital de Brie-Comte-Robert.

Brie-Comte-Robert dispose de deux hôtels-Dieu ; le premier, localisée dans le centre-ville a été fondé au XIIIe siècle par Robert II de Dreux. Autrefois il était composé d'un vaste bâtiment intérieur où dès le Moyen Âge il logeait le personnel, et d'un bâtiment abritant la salle d'accueil des malades. Aujourd'hui ce bâtiment est une salle d'exposition. Le deuxième hôtel-Dieu est situé dans l'enceinte de l'hôpital local de Brie-Comte-Robert ; il a été fondé au XVIIe siècle et accueille aujourd'hui l'association de lutte contre le cancer de Seine-et-Marne ainsi qu'un centre médico-psychologique dépendant du centre hospitalier de Melun.
En 2016, Brie-Comte-Robert accueille un hôpital local, établissement public de santé d’une capacité de 288 lits et places. Il est situé en centre-ville dans un parc paysager de quatre hectares. Il accueille plus particulièrement les personnes âgées. Il y a aussi une maison de retraite avec une capacité de 185 résidents. Cet hôpital regroupe trois types d’activité, l'hospitalisation en médecine, les soins infirmiers à domicile et l'hébergement des personnes âgées dépendantes.
Une maison médicale aux normes handicapées est présente dans le quartier Pasteur.
L’État a fait construire une Unité Alzheimer, qui a ouvert ses portes en 2010, et qui propose un service de gériatrie complet pour l’hôpital local de Brie-Comte-Robert,.

### Justice, sécurité, secours et défense
Il existait un poste de gendarmerie nationale sur le territoire de Brie-Comte-Robert, celui-ci a fermé ses portes. Il était déjà menacé de fermeture en 2003. Brie-Comte-Robert, comme 23 autres communes de Seine-et-Marne, a vu le changement de représentants des forces de l'ordre. La gendarmerie laisse place à la Police nationale. La commune dispose d'un poste de Police nationale mais également d'un poste de police municipal. En 2015, la communauté de communes de l'Orée de la Brie a émis le projet de créer une police intercommunale, réunissant ainsi les effectifs de policiers municipaux de Brie-Comte-Robert, Servon et Chevry-Cossigny.
La commune dispose d'un centre d'incendies et de secours, mais également d'un bureau de poste et un centre national des approvisionnements sur son territoire.

## Population et société

### Démographie
Les habitants sont nommés les Briards.

#### Évolution démographique
L'évolution du nombre d'habitants est connue à travers les recensements de la population effectués dans la commune depuis 1726. Pour les communes de plus de 10 000 habitants les recensements ont lieu chaque année à la suite d'une enquête par sondage auprès d'un échantillon d'adresses représentant 8 % de leurs logements, contrairement aux autres communes qui ont un recensement réel tous les cinq ans,.

En 2022, la commune comptait 18 999 habitants, en évolution de +10,46 % par rapport à 2016 (Seine-et-Marne : +3,92 %, France hors Mayotte : +2,11 %).
| 1726  | 1793  | 1800  | 1806  | 1821  | 1831  | 1836  | 1841  | 1846  |
| ----- | ----- | ----- | ----- | ----- | ----- | ----- | ----- | ----- |
| 1 844 | 2 600 | 2 571 | 2 487 | 2 687 | 2 762 | 2 725 | 2 665 | 2 746 |

| 1851  | 1856  | 1861  | 1866  | 1872  | 1876  | 1881  | 1886  | 1891  |
| ----- | ----- | ----- | ----- | ----- | ----- | ----- | ----- | ----- |
| 2 716 | 2 615 | 2 881 | 2 792 | 2 714 | 2 770 | 2 629 | 2 600 | 2 772 |

| 1896  | 1901  | 1906  | 1911  | 1921  | 1926  | 1931  | 1936  | 1946  |
| ----- | ----- | ----- | ----- | ----- | ----- | ----- | ----- | ----- |
| 2 688 | 2 718 | 2 685 | 2 651 | 2 522 | 2 784 | 3 179 | 3 164 | 3 226 |

| 1954  | 1962  | 1968  | 1975  | 1982   | 1990   | 1999   | 2006   | 2011   |
| ----- | ----- | ----- | ----- | ------ | ------ | ------ | ------ | ------ |
| 3 511 | 4 689 | 6 100 | 8 706 | 10 347 | 11 501 | 13 397 | 14 943 | 16 075 |

| 2016   | 2021   | 2022   | - | - | - | - | - | - |
| ------ | ------ | ------ | - | - | - | - | - | - |
| 17 200 | 19 213 | 18 999 | - | - | - | - | - | - |

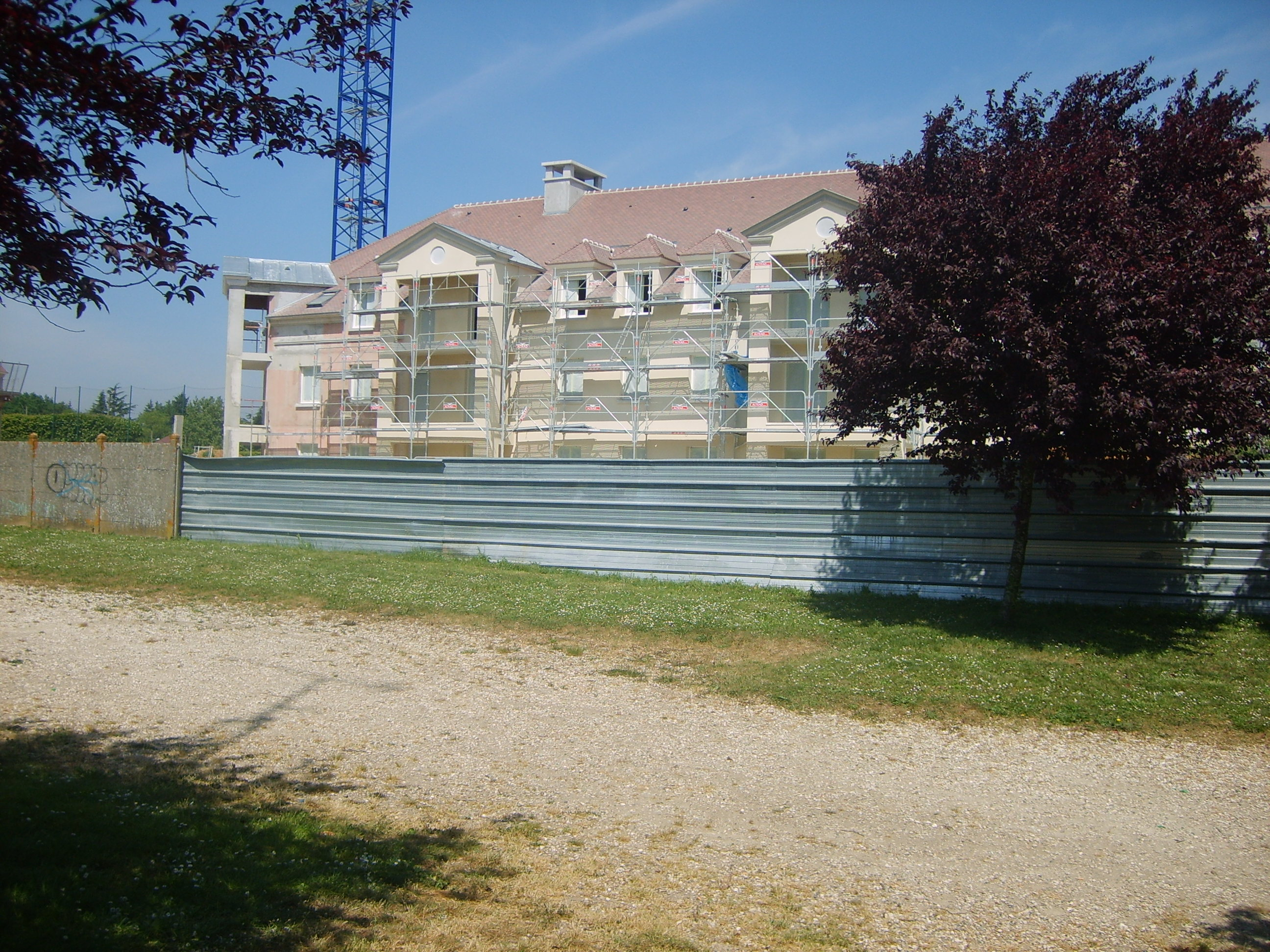
Constructions dans le quartier du Petit-Val, en 2007.

Brie-Comte-Robert connaît une évolution démographique importante mais avec une progression lente et stagnante de 1793 jusqu'en 1926. Partant de 2 600 habitants lors du premier recensement de 1793, la commune atteignait 3 179 en 1931. L'accroissement rapide commença à partir du début des années 1960, doublant entre 1962 et 1990, pour atteindre 14 943 Briards comptabilisés par le recensement de 2006. Lors du recensement de 1999, 11,1 % des Briards étaient étrangers dont la majorité (35,8 %) sont les Portugais, la seconde communauté étrangère sont les Algériens (15,2 %), ensuite ce sont les Marocains qui occupent la troisième place (6,2 %), il y a aussi une plus petite communauté d'Espagnols (4,6 %) et d'Italiens (4,2 %). Les plus petites communautés sont les Tunisiens (3,5 %) et les Turcs (3 %). Les autres nationalités représentent les 22,3 % restants.
Avec la création de la première zone industrielle et avec sa proximité de la petite couronne, Brie-Comte-Robert devient, dès les années 1960, une ville qui connait un accroissement démographique très important. Elle voit sa population plus que doubler sur la période de 1968 à 1999. De 1962 à 1975, Brie voit sa population augmenter de 4 017 habitants, parmi cette hausse, 80% ne sont pas Bricomtois. De plus, l’excédent naturel de Brie-Comte-Robert est relativement élevé en raison du taux de natalité supérieur à la moyenne nationale.
En 2016, Jean Laviolette, maire de Brie-Comte-Robert, annonce lors de la cérémonie des vœux au Safran, 21 projets immobiliers qui verront le jour dans les prochaines années. Ces constructions vont permettre à la ville d'atteindre le nombre de logements sociaux demandés par la loi. Cependant ces constructions vont augmenter la population dans la ville et certains élus et habitants s'opposent à ces projets,.

#### Pyramide des âges
La population de la commune est relativement jeune.
En 2018, le taux de personnes d'un âge inférieur à 30 ans s'élève à 40,8 %, soit au-dessus de la moyenne départementale (39,6 %). À l'inverse, le taux de personnes d'âge supérieur à 60 ans est de 19,0 % la même année, alors qu'il est de 19,9 % au niveau départemental.
En 2018, la commune comptait 8 700 hommes pour 9 537 femmes, soit un taux de 52,29 % de femmes, légèrement supérieur au taux départemental (51,31 %).
Les pyramides des âges de la commune et du département s'établissent comme suit.
| Hommes | Classe d’âge | Femmes |
| ------ | ------------ | ------ |
| 0,6    | 90 ou +      | 1,3    |
| 5,0    | 75-89 ans    | 6,6    |
| 11,3   | 60-74 ans    | 13,0   |
| 18,6   | 45-59 ans    | 17,7   |
| 22,6   | 30-44 ans    | 21,7   |
| 20,4   | 15-29 ans    | 20,8   |
| 21,6   | 0-14 ans     | 18,9   |

| Hommes | Classe d’âge | Femmes |
| ------ | ------------ | ------ |
| 0,4    | 90 ou +      | 1,2    |
| 4,9    | 75-89 ans    | 6,5    |
| 13,6   | 60-74 ans    | 14,3   |
| 20,2   | 45-59 ans    | 19,8   |
| 20,1   | 30-44 ans    | 20,6   |
| 19,2   | 15-29 ans    | 17,9   |
| 21,7   | 0-14 ans     | 19,7   |

#### Communauté portugaise

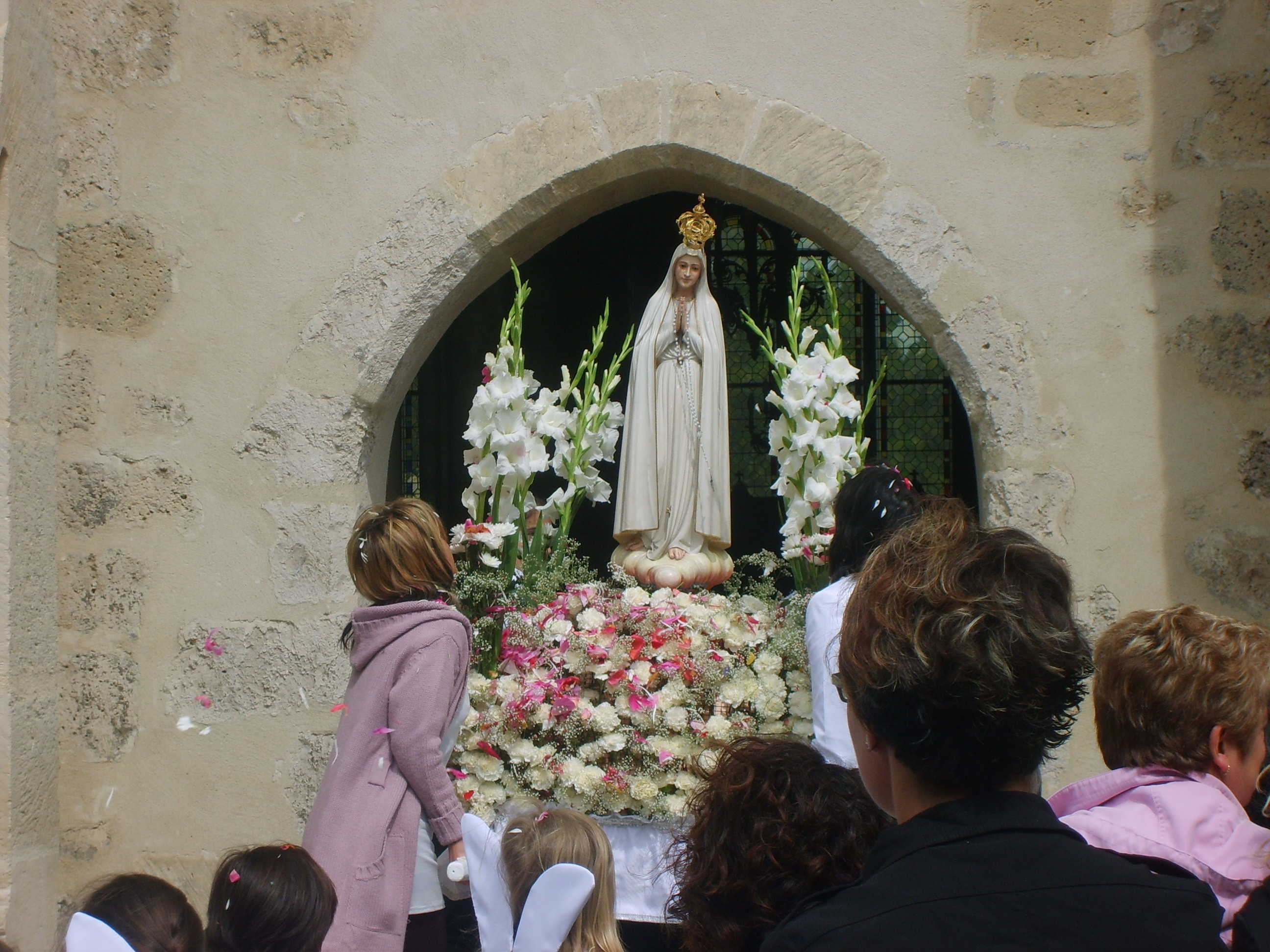
Procession du 13 mai 2007.

Une communauté portugaise vit à Brie-Comte-Robert, elle représente la communauté étrangère la plus importante sur le territoire de la commune. Brie-Comte-Robert compte deux associations portugaises (Le Club des Portugais et Cantos de Portugal), qui organisent tout au long de l'année des fêtes portugaises. Les messes sont parfois dites en portugais dans l'église Saint-Étienne. Chaque année, le 13 mai (o Treze de Maio), la communauté portugaise de Brie-Comte-Robert et des alentours rend un hommage à Notre-Dame de Fátima, une grande messe est célébrée dans l'église Saint-Étienne, dite à la fois en français et en portugais, puis une procession (Procissão) est faite autour de l'église. Pour finir, le dernier rendez-vous est dans le parc du presbytère catholique de Brie-Comte-Robert, où se réalise une fête avec un groupe de folklore portugais et un bal.
De par cette communauté portugaise et lusophone, deux établissements publics de la commune enseignent la langue portugaise, le collège Georges-Brassens et le lycée Blaise-Pascal,.

### Manifestations culturelles et festivités

#### Fête des Roses

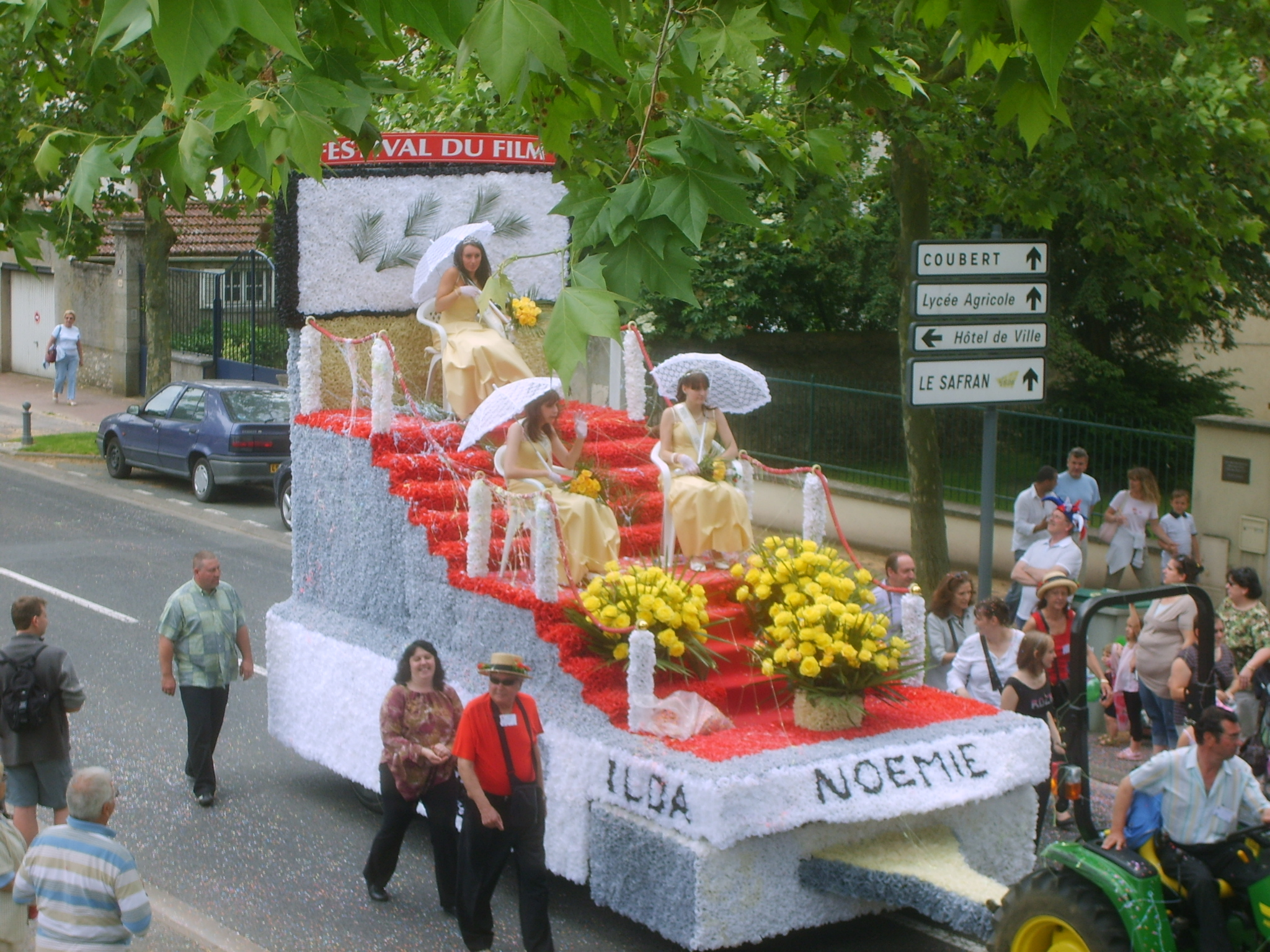
Char de la reine en 2008.

En 1947, la Jeunesse agricole catholique (JAC) organisa la Fête de la Terre. Deux ans plus tard, le syndicat d'initiative de Brie-Comte-Robert reprend l'idée et crée en 1949 la Grande Fête Régionale, dédiée à la fête de la moisson. En 1950, la fête fut renommée les Grandes Fêtes Briardes. L'appellation « Fête des Roses » est donnée en 1952 à cette manifestation consistant en un défilé de chars et de fanfares, puis de majorettes.
L'origine du nom Fête des Roses vient de l'hommage rendu à la culture de la rose dans le canton de Brie-Comte-Robert, grâce à l'amiral de Bougainville. La fête est renommée en 1985 Festival du Canton, Brie-Comte-Robert étant le chef-lieu du canton (supprimé en 2015).
Jusqu'aux années 1990, une vingtaine de chars, décorés d'environ 1 000 roses en papier au mètre carré, et dont certains se retrouvaient ensuite à la fête des Loges, à Saint-Germain-en-Laye, défilaient chaque année dans les rues de la commune. Chacun des chars représentait une ville ou une association.
À l'origine, elle était la seule grande fête sur la commune, avant la création de la fête Médiévale. Pour les 60 ans de cette fête, en 2009, le programme consistait en un défilé des fanfares, des majorettes, de la philharmonique portugaise de Paris, le groupe folklorique portugais de la commune (Alegria do Minho), des défilés de chars de personnages de dessins animés et le char de la Reine et de ses dauphines.
Pour la 65e édition de la fête des Roses en 2014, sept chars ont défilé dans la commune, Pour les éditions 2015 et 2016, l'association La Passerelle réalise le huitième chars du défilé.

#### Fête médiévale
Depuis 1998, la municipalité organise une fête où le centre-ville et le château de Brie-Comte-Robert sont décorés aux couleurs du Moyen Âge, dont la 23e édition a eu lieu les 1er et octobre 2022,.
Pendant les deux jours du premier week-end d'octobre, le château et le square Arthur-Chaussy accueillent des jeux médiévaux ; sur la place du marché ainsi que la place des Fêtes sont organisés des tournois équestres et guerriers. Dans les rues du centre-ville, les visiteurs peuvent assister à des spectacles et déambulations musicaux tout au long du week-end.
Le samedi soir, l'église Saint-Étienne accueille un concert médiéval. De plus, une nuit blanche, spectacle de feu accompagné de mélodies, a lieu dans le parc de la mairie. Le dimanche, plusieurs spectacles ont lieu comme le dressage de chevaux, un tournoi de chevalerie ou encore un défilé médiéval.
Les fêtes comprennent également un salon du livre médiéval, un marché médiéval, la reconstitution de la vie de camp, des scènes de la vie quotidienne, une présentation de la calligraphie et des jeux médiévaux. La 20e édition de la fête médiévale a eu lieu les 6 et 7 octobre 2018.

#### Les 24 heures du cerf-volant
Les « 24 heures du cerf-volant » ont été créées en 1995, par Claude Bova, président du Paris Kite Club, et se sont tenues chaque année jusqu'en 2014 au parc François-Mitterrand. La dernière édition a eu lieu le 10 et 11 mai 2014, avec des démonstrations de plusieurs types de cerfs-volants, du monofils aux géants, et présentation de jardins éoliens et de sculptures,.
À la suite des restrictions budgétaires, le festival n'est plus programmé depuis celui de 2014.

### Sports et loisirs
Le Sporting Club Briard voit le jour le 17 février 1912. Le club compte au total 26 sections sportives. Les sports pratiqués sont les arts martiaux, l'athlétisme, le badminton, le basket-ball, le billard, la boxe, le cyclotourisme, la danse, le football, les galoches, la gymnastique sportive, la gymnastique volontaire, les loisirs aquatiques, la moto, la musculation, la natation, le patinage à roulettes, la pétanque, la plongée, le skateboard, le tennis, le tennis de table, le tir, le Laser game, le tir à l'arc, le volley-ball, le yoga et l'équitation.
La commune possède de nombreuses installations sportives : le stade Arthur-Chaussy, le complexe Lucien-Destal, sept gymnases et une piscine intercommunale. La piscine va être remplacée par un centre aquatique, fin 2013, elle sera située vers l'ancienne gare de Brie. Le 6 juin 2009, une piste d'athlétisme est inaugurée au stade Lucien-Destal.
Les 17es Jeux de Seine et Marne, compétitions sportives organisées par le comité départemental olympique et sportif, ont eu lieu à Brie-Comte-Robert, entre le 8 et le 16 juin 2013.

### Cultes
Les habitants de Brie-Comte-Robert disposent de plusieurs lieux de culte, dont des lieux de culte catholique, musulman et protestant. En 1998, la communauté des Témoins de Jéhovah avaient l'intention d'acheter un terrain dans la zone industrielle de la commune pour y construire un temple mais le projet a été refusé en 2010. Les arguments justifiant ce refus ont été la localisation du terrain, au bord de la départementale et dans la zone industrielle.

#### Culte catholique

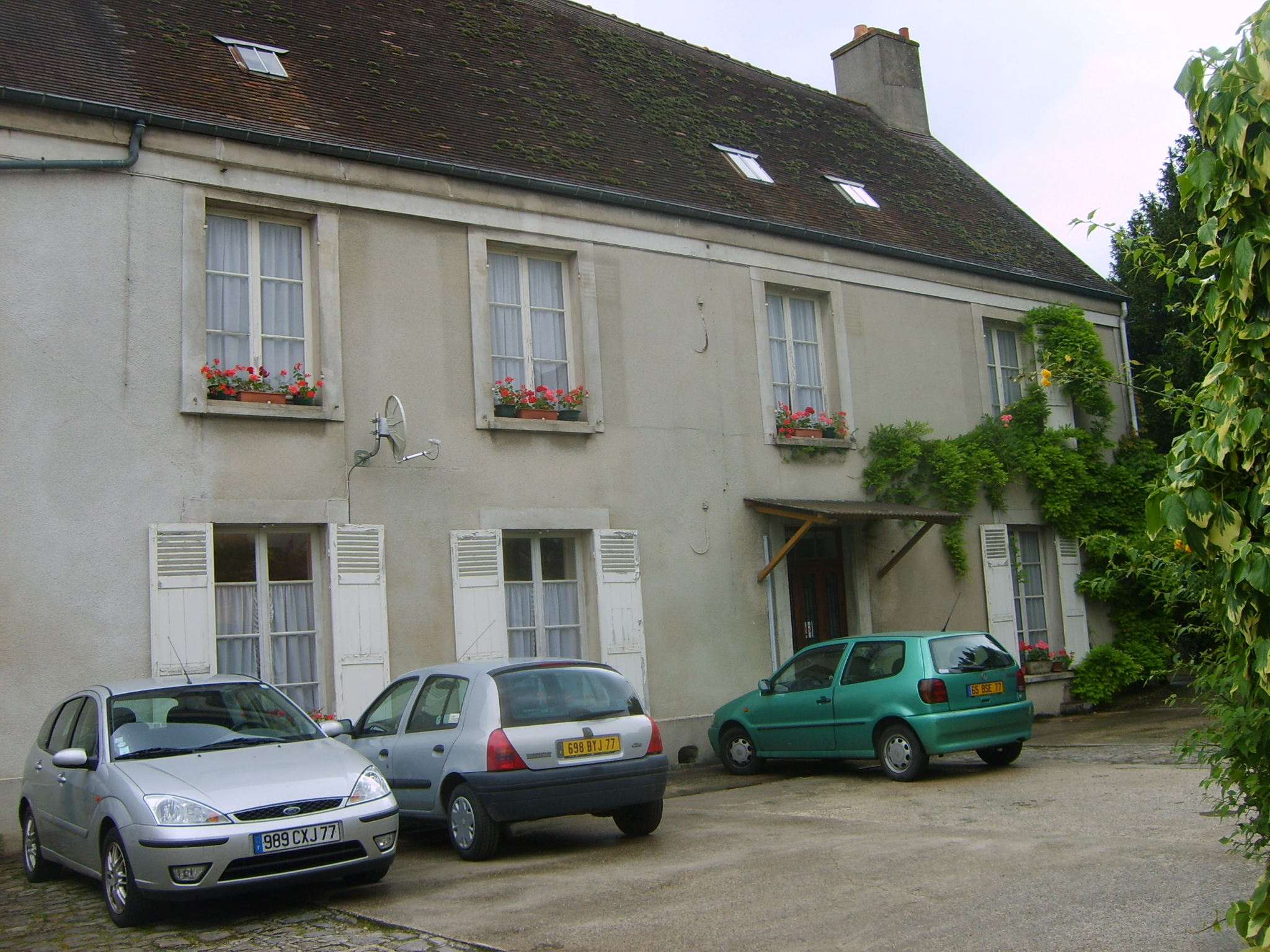
Presbytère catholique de Brie.

Au sein du diocèse de Meaux dans l'archidiocèse de Paris, la commune dépend du groupement paroissial de Brie-Comte-Robert - Grisy-Suisnes qui dispose d'un lieu de culte à Brie-Comte-Robert : l'église Saint-Étienne. Au sein de ce groupe paroissial, se trouvent également : Brie-Comte-Robert, Grisy-Suisnes, Coubert, Solers, Soignolles-en-Brie, Lissy, Champdeuil, et Crisenoy. La construction de l'église débuta à la fin du XIIe siècle, elle fut bénie par l'évêque de Paris, Jehan de Meulan, en 1363. La ville possède un autre lieu de culte catholique, la chapelle Sainte-Justine. Pendant les travaux de restauration de l’église de Saint-Étienne, c'est la chapelle qui était utilisée pour la célébration des messes. De plus, il y avait également deux autres chapelles : la chapelle Saint Éloi, qui était à l'origine l'Hôtel-Dieu, celle-ci est devenue une salle d'exposition et une autre chapelle qui n'existe plus dans le lieu-dit de Villemeneux.

#### Culte musulman
La communauté musulmane possède une salle de prière gérée par l'association Franco-africaine, située dans le centre-ville, près de l'école Jules-Ferry. D'une surface de 70 m2, elle peut accueillir 100 fidèles.

#### Culte protestant
Le lieu de culte protestant lié à l'Église réformée de France est situé rue de la Madeleine et dépend de la paroisse de Boissy-Saint-Léger,. Par ailleurs, l’Église évangélique de l'Orée de la Brie disposait d'un lieu de culte à Brie-Comte-Robert, avant de le déplacer à Chevry-Cossigny.

### Médias

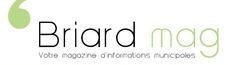
Logo du Briard Mag.

Le Briard Mag, anciennement Le Briard, est le journal municipal de Brie-Comte-Robert, fondé en avril 1982. Il présente de nombreuses informations et actualités sur la ville et est gratuit pour une diffusion de 7 000 exemplaires) et une parution tous les mois. Il est aussi diffusé sur le site municipal dans la rubrique Le Briard en ligne.

## Économie

### Revenus de la population et fiscalité
|                                                     | Taux appliqué |
| --------------------------------------------------- | ------------- |
| Taxe d'habitation (TH)                              | 15,27         |
| Taxe foncière sur les propriétés bâties (TFPB)      | 22,42         |
| Taxe foncière sur les propriétés non bâties (TFPNB) | 68,53         |

En 2018, le nombre de ménages fiscaux de la commune était de 7 248 (dont 67 % imposés), représentant 16 690 personnes et la  médiane du revenu disponible par unité de consommation  de 24 190 euros, le 1er décile étant de 13 310 euros avec un rapport interdécile de 2,9.

### Emploi
En 2018 , le nombre total d’emplois dans la zone était de 8 291, occupant 8 623 actifs  résidants.
Le taux d'activité de la population (actifs ayant un emploi) âgée de 15 à 64 ans s'élevait à 71,8 % contre un taux de chômage de 7,4 %. 
Les 20,9 % d’inactifs se répartissent de la façon suivante : 10,2 % d’étudiants et stagiaires non rémunérés, 4,5 % de retraités ou préretraités et 6,2 % pour les autres inactifs.

### Entreprises et commerces

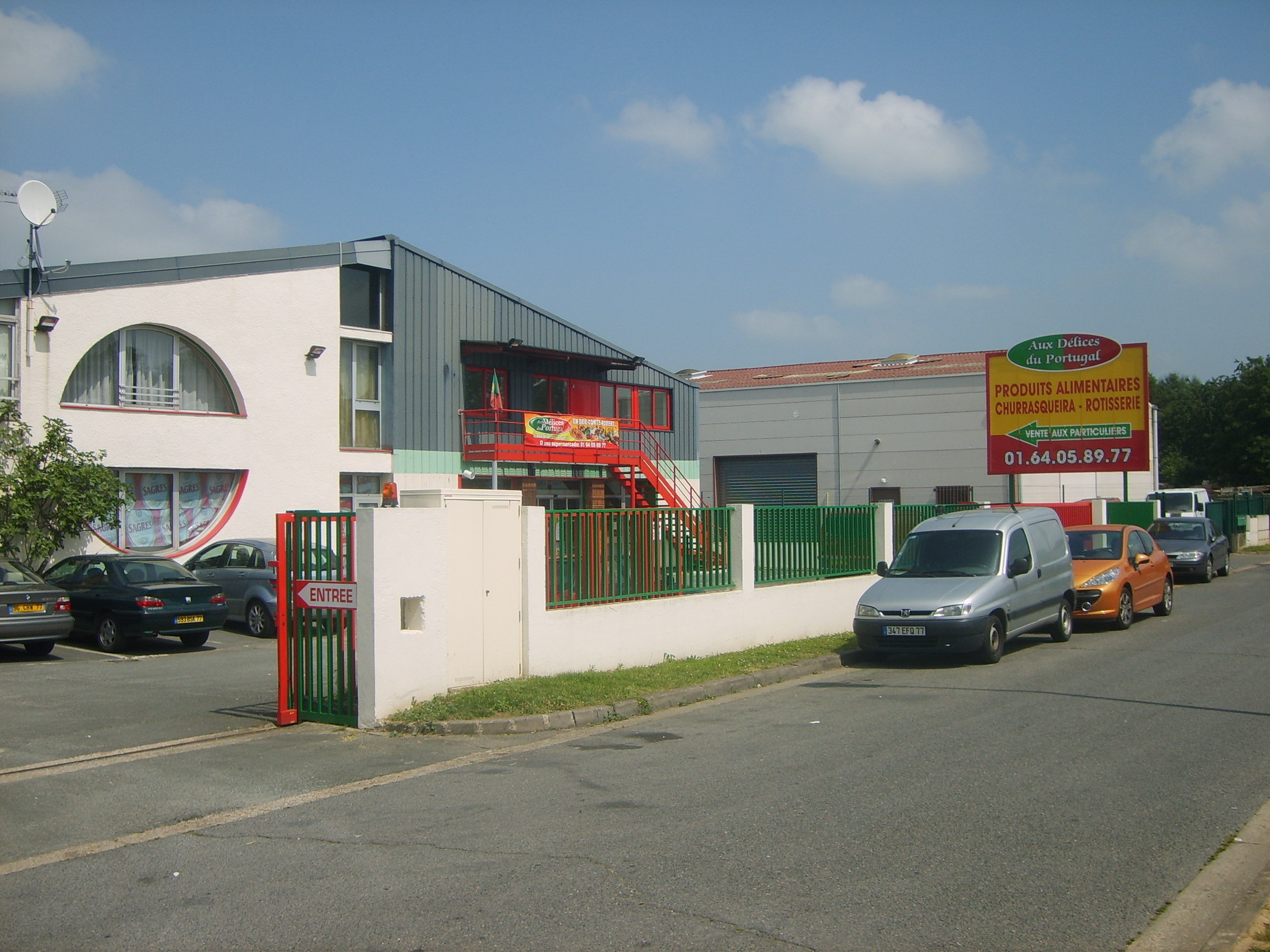
Commerce portugais, dans la zone commerciale.

En 2019, le nombre d’unités légales et d’établissements (activités marchandes hors agriculture) par secteur d'activité était de 1 450 dont 73 dans l’industrie manufacturière, industries extractives et autres, 230 dans la construction, 465 dans le commerce de gros et de détail, transports, hébergement et restauration, 35 dans l’Information et communication, 63 dans les activités financières et d'assurance, 57 dans les activités immobilières, 230 dans les activités spécialisées, scientifiques et techniques et activités de services administratifs et de soutien, 168 dans l’administration publique, enseignement, santé humaine et action sociale et 129  étaient relatifs aux autres activités de services.
En 2020, 244 entreprises ont été créées sur le territoire de la commune, dont 186 individuelles.
Un grand nombre d'entreprises et de commerces se répartissent sur deux zones d'activités et deux industrielles : la zone d'activité du Tubœuf, la zone d'activité du Zone du Midi de la Plaine du Bois, la zone industrielle la Pierre Blanche et la zone industrielle de la Haie-Passart. Au début du XXe siècle, il existait dans le hameau de Villemeneux, une distillerie qui produisait de l'alcool à partir de la betterave à sucre cultivée sur le territoire de la commune et de ses environs.
Au 1er janvier 2021, la commune disposait de 193 chambres d’hôtels dans 4 établissements et ne possédait aucun terrain de  camping.

## Culture locale et patrimoine

### Lieux et monuments

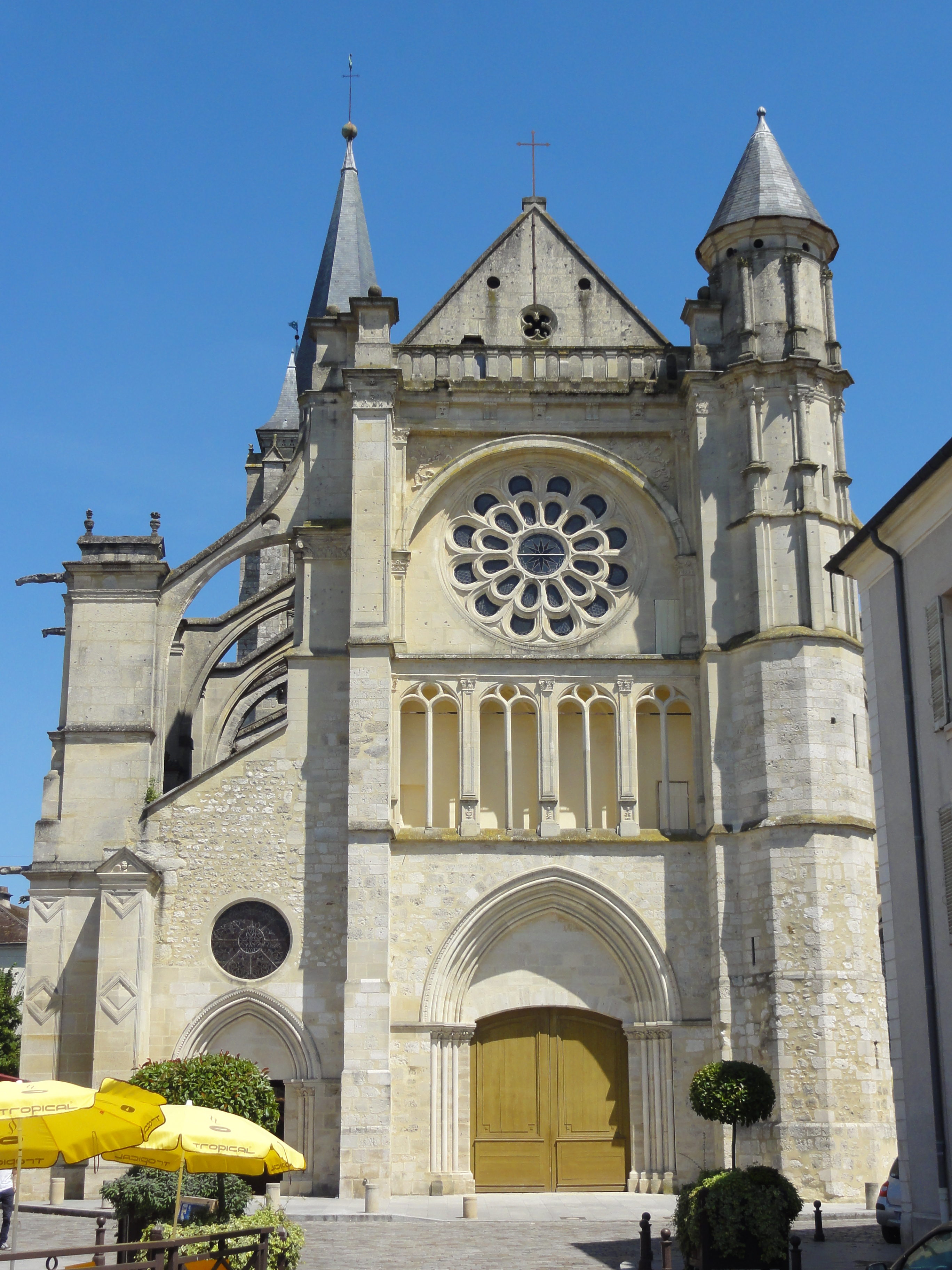
L'église Saint-Étienne.

- Église Saint-Étienne : 
L'église Saint-Étienne est construite au XIIIe siècle[161] sous la demande de Robert II de Dreux, elle est dédiée à saint Étienne, le premier martyr de la chrétienté. De style gothique et romantique, elle comporte une rosace du XIIIe siècle au-dessus du chœur, de superbes sculptures et boiseries du XVe siècle ; à l'extérieur ses arcs-boutants sont ornés de gargouilles, et une tour complète sa façade. Sa flèche, qui domine la ville, peut être aperçue à des kilomètres sur le plateau de la Brie. 
L'église Saint-Étienne est classée au titre des monuments historiques le 15 août 1840[162]. En 1886, le clergé prend la décision de vendre le grand buffet d'orgue des XVIIe et XVIIIe siècles.
Au début du XXe siècle, quelques parties de l'édifice sont en mauvais état. On répare, entre autres, la toiture en 1905. Après la Première Guerre mondiale, un comité franco-américain se constitue pour participer à la restauration de l'église Saint-Étienne. Le 30 mai 1927, le premier office à la mémoire des combattants américains morts pour la France est  célébré en présence du maréchal Joffre, qui scelle une plaque commémorative sur un des piliers de l'église, près de l'autel[161].

- Château médiéval : 
Le château de Brie-Comte-Robert fut construit à la fin du XIIe siècle[163], alors que Robert Ier de Dreux, frère du roi Louis VII, était seigneur de Brie. Des indices archéologiques, des éléments de décor et le choix de techniques de construction, font opter pour une architecture de cette période charnière. Le château reste dans la famille de Dreux jusqu'en 1254, puis passa dans la famille de Châtillon. Par dots et héritages successifs, il échut à Marguerite d'Artois puis à sa fille Jeanne d'Évreux[163].
Jeanne d'Évreux, qui tenait la châtellenie de Brie-Comte-Robert par héritage, devint l'épouse du dernier roi capétien direct, Charles IV le Bel. À la mort de celui-ci en 1328, elle bénéficia de confortables revenus (douaire royal assis sur de nombreux fiefs en Brie et en Champagne), qui lui permirent de consacrer des sommes importantes à l'entretien et à l'amélioration de ses possessions propres, dont le château de Brie-Comte-Robert. Elle fit faire d'importants travaux au château, comme l'attestent ses comptes conservés aux Archives nationales.
Le château devint une résidence de prestige où tous les grands seigneurs du royaume, notamment les ducs de Bourgogne, n'hésitèrent pas à séjourner. On y vit aussi, en 1349, le mariage de Philippe VI de Valois et de Blanche d'Évreux-Navarre, nièce de la reine Jeanne. La dame de Brie fit, en particulier, aménager luxueusement la demeure seigneuriale située contre les courtines sud-ouest, sud-est et surtout nord-est. Elle fit construire une chapelle dédiée à saint Denis, accolée à la tour Saint-Jean, et dessiner de vastes jardins d'agrément. Jeanne d’Évreux mourut au château en 1371, à l'âge de 69 ans.
À la fin du XIVe siècle, le château revint au domaine royal, puis à la famille d'Orléans. La commune achète le château en 1803 et le revend dix ans plus tard, en 1813. La municipalité finira par le racheter en 1923. Les ruines ont été classées au titre des monuments historiques en 1925[164].

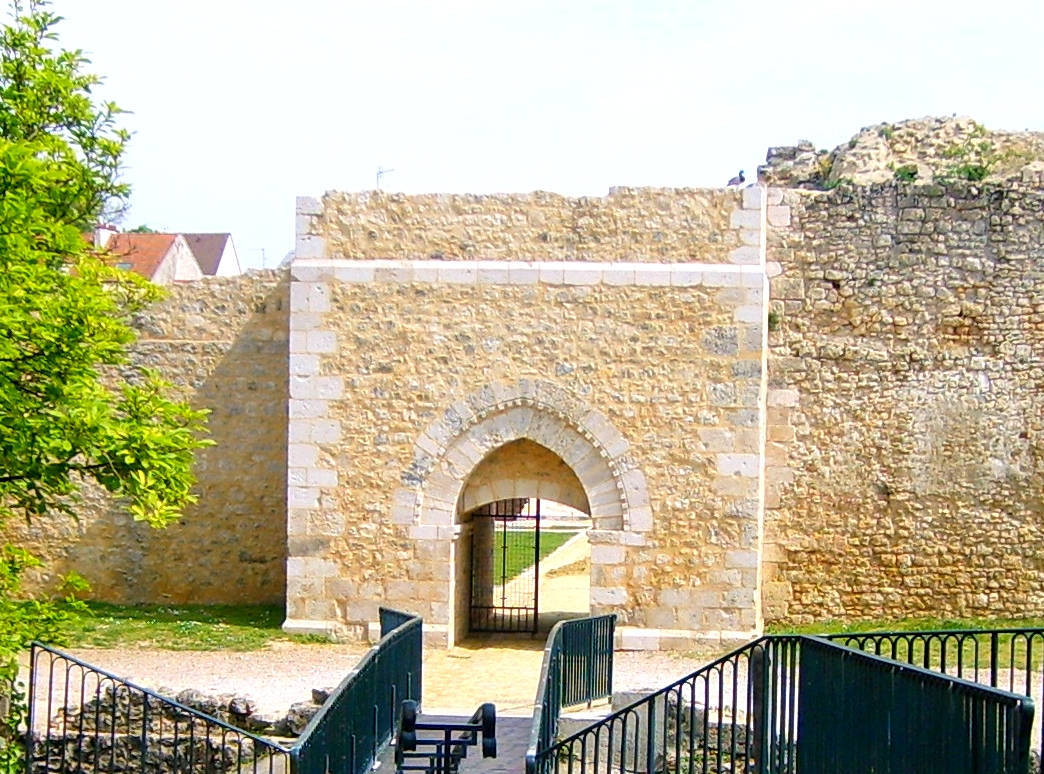
Tour de Brie, en 2007.
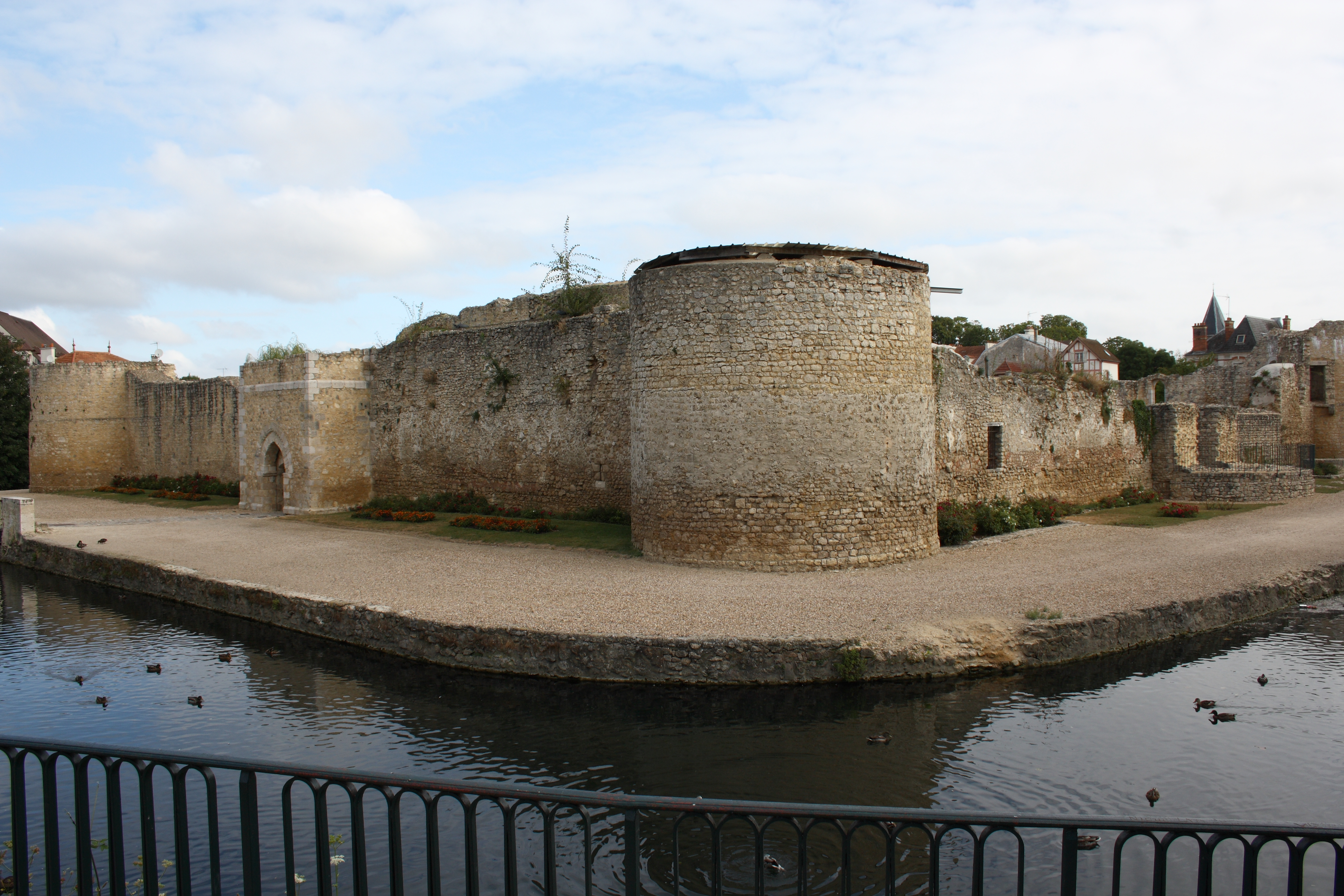
Château de Brie-Comte-Robert.

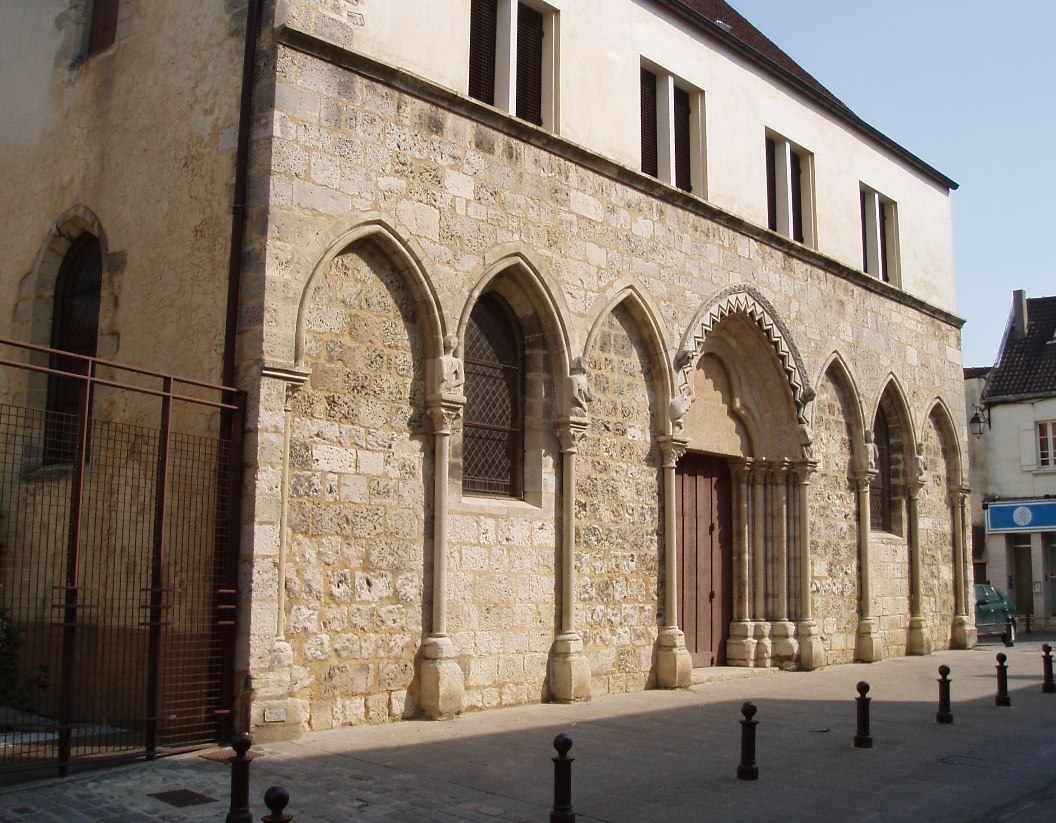
Façade de l'Hôtel-Dieu.

- Hôtel-Dieu : 
Comme tous les hôtels-Dieu, c'était un lieu de repos pour les marchands et voyageurs traversant la ville[b 1], et non pour soigner les malades[b 2] ; il a probablement été construit au XIIIe siècle par Robert II de Dreux[b 1], peut-être en 1208[165]. L'hôtel-Dieu était tenu par un groupe de charitables, sous la direction d’un prêtre[Mairie 2]. Au XVIe siècle, l'hôtel-Dieu est transformé en chapelle, dédiée à saint Éloi[166]. Il y a deux pierres tombales dans cet édifice, la première est celle d'Antoinette du Tertre, qui fut sœur à l'hôtel-Dieu de Brie de 1515 à 1557, et la seconde est celle d'Agnès de Lozanne, qui fut aussi une sœur de 1557 à 1566[b 3].
La façade du rez-de-chaussée du bâtiment était composée d'une grande porte ainsi que de six arcs brisés reposant sur des colonnes à chapiteaux ; de plus, le tympan central est entouré de figures humaines[Mairie 2]. Le premier étage était composé de trois ou quatre fenêtres géminées (selon les documents d'époques). Le bâtiment perdit ses voûtes en 1831[b 1]. En 1840, le bâtiment devint une école de filles, mais dix ans plus tard, en 1850, l'édifice fut transformé en une chapelle dédiée à sainte Justine[b 4]. L'hôtel-Dieu fondé par Robert II de Dreux fut de nouveau utilisé comme hôpital pendant la Première Guerre mondiale. Le bâtiment est utilisé comme salle d'exposition depuis 1995, après rénovation : un deuxième étage a été reconstruit en respectant la façade de style gothique[167].
Il s'agrémente aussi petit jardin de type médiéval, où ont été plantées des herbes aromatiques et médicinales. L'hôtel-Dieu de Brie-Comte-Robert a été classé au titre des monuments historiques en 1840[168]. Un deuxième hôtel-Dieu ouvrit au XVIIe siècle, il est situé dans l'actuel hôpital local de Brie-Comte-Robert. De nos jours, il est utilisé par l'association de lutte contre le cancer de Seine-et-Marne.

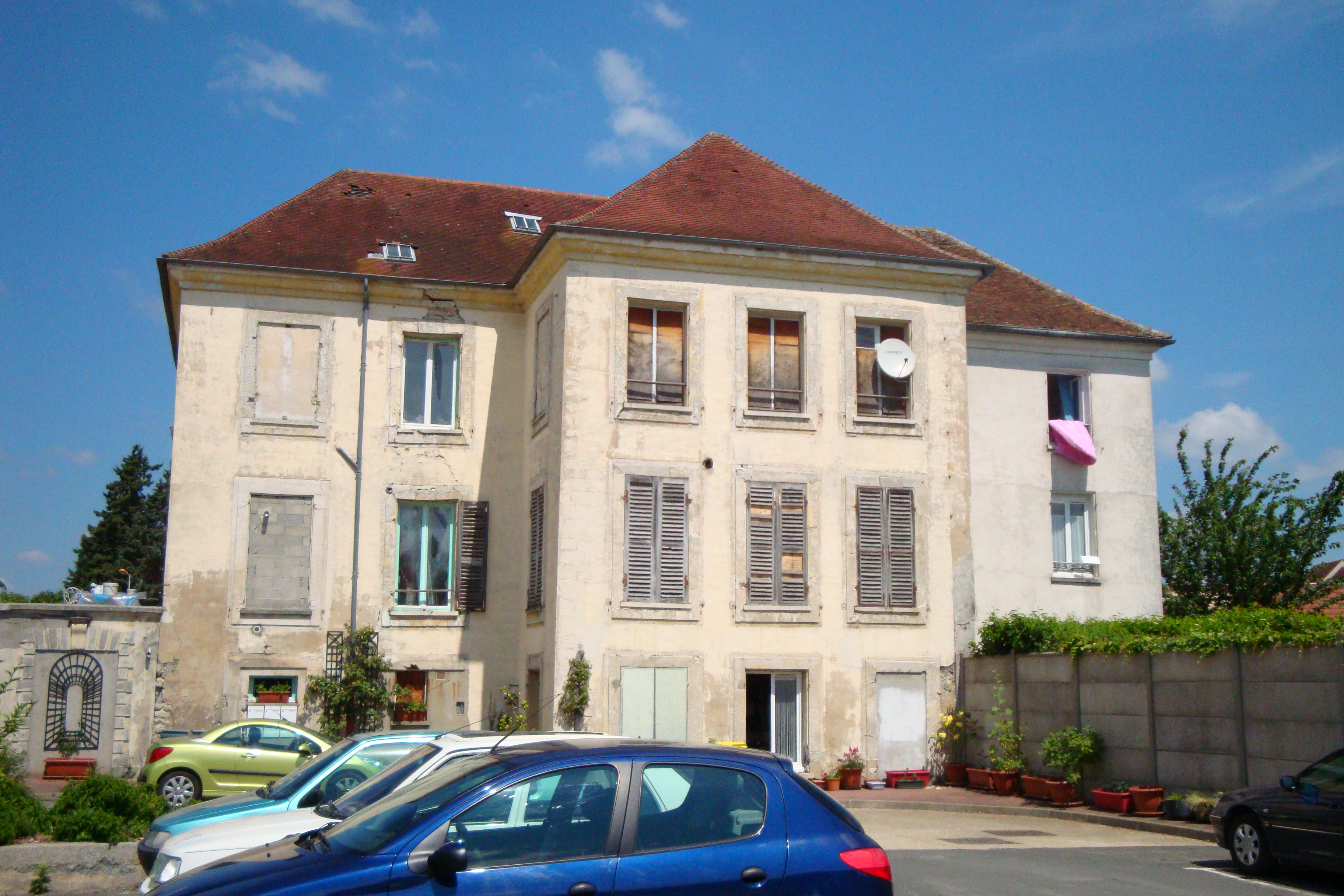
L'ancienne église du couvent.

- Église et Couvent des Minimes : 
L'ancienne église et couvent des Minimes étaient situés dans le centre de la commune, plus précisément sur la place Stadtbergen, en bordure du boulevard des Bienfaîtes et de la place des Minimes (anciennement Place des Bienfaîtes). Le couvent fut fondé en 1647, il fut érigé à la demande du marquis Nicolas de L'Hospital, sur les terres des moines de Saint-Denis[169]. Aujourd'hui subsiste le bâtiment de l'ancienne église des Minimes, au plan en forme de croix latine[170]. Le bâtiment fut remanié et reconverti en une maison bourgeoise. L'ensemble a été construit au XVIIe siècle, cependant la prise en main du couvent fut repoussée à cause des troubles liés à la Fronde.
Une partie de l'édifice fut rachetée par la municipalité en 1960, le premier étage fut transformé en salle d'exposition. Depuis, la salle d'exposition a été transférée à l'Hôtel-Dieu. L'édifice est actuellement séparé en deux parties, la première partie occupée par des logements sociaux et la seconde par des logements privés.
Dans les anciens jardins et dans l'ancien parc des Minimes, on construisit en 1970 une salle polyvalente, devenue salle des fêtes[a 8]. Celle-ci fut détruite dans un incendie criminel en 2003. De nos jours c'est un grand parking et l'entrée du jardin des Bienfaîtes qui sont sur l'emplacement de l'ancienne salle des fêtes et d'une ancienne grande propriété[171].
- Château de Vaudoy : 
Le Château de Vaudoy était situé dans l'ancienne rue Corbeilloise (aujourd'hui, rue Paul-Savary), son parc était aménagé dans un style classique et comportait de grandes allées droites, un petit bassin, de grands jardins, un grand potager ainsi que plusieurs maisons faisant partie des communs du château[Mairie 2]. L'ensemble du domaine est aujourd'hui délimité par les rues Paul-Savary, du Tour-du-Parc, avenue Thiers, avenue Beau ainsi que le boulevard Jean-Jaurès[Mairie 2]. Les jardins occupaient toute l'actuelle place des Fêtes[172]. Juste avant la Révolution, le château fut la résidence d'Anne de Balbi qui fut inscrite comme émigrée le 4 mars 1793 par la municipalité de Brie-Comte-Robert.
Le château est vendu comme bien d'émigré et est démoli et le grand parc vendu en plusieurs parcelles. Des rues y sont construites. Dans l'actuelle rue Paul-Savary on peut encore voir les pilastres de brique qui montrent l'entrée des communs de l'ancien domaine. Sous l'actuelle place des Fêtes, on pourrait découvrir les caves et les fondations de l'ancien château de Vaudoy[a 9].
- L'ancienne gare : 
Jusqu'en 2009, la gare ferroviaire de Brie est inutilisée depuis sa fermeture en 1939, et fait alors l'objet d'un programme expérimental de restauration lié au développement durable et aux économies d'énergies[173],[174]. Depuis le début de l'année 2013, elle accueille le siège de la communauté de communes de l'Orée de la Brie.

- Hôtel de ville : 
Avant 1786, l’hôtel de ville est situé sur la place du marché, au numéro 20. À cette période, le bâtiment accueille également l'assemblée municipale, le siège du tribunal de bailli, le procureur du roi ainsi que le geôle royale. Le 19 novembre 1786, l'assemblée municipale acquiert pour 7 600 livres une maison bourgeoise sur la place Royale (actuelle place des Déportés)[a 10]. La maison communale et la caserne de maréchaussée ne sont pas les seuls à s'installer dans ce nouveau bâtiment, au fil du temps, le bâtiment voit arriver la justice de Paix et un corps de garde du poste de Police. L'édifice abrite l'hôtel de ville jusqu'en 1942 et la caserne des pompiers jusqu'en 1986. Le bâtiment a gardé son perron d’honneur ainsi que la baie de style renaissance avec son meneau. Le bâtiment sert actuellement de salle d'exposition et de bureaux pour la médiathèque[Mairie 14].
L'hôtel de ville de Brie-Comte-Robert est situé, depuis 1942, à l'angle de la rue de Verdun et la rue du général Leclerc.

Les différents hôtels de ville au fil du temps.
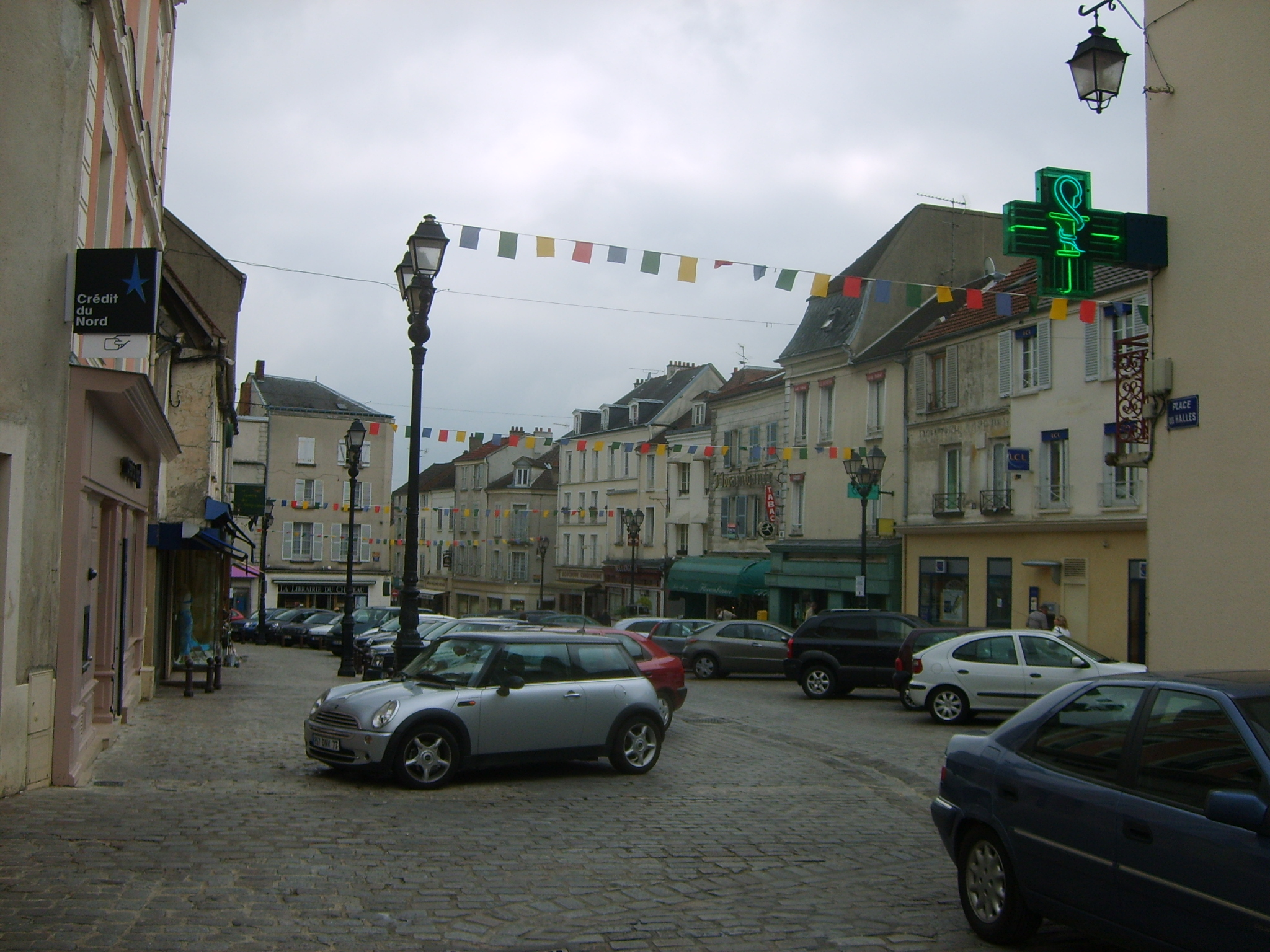
L'ancien hôtel de ville est le premier bâtiment à gauche
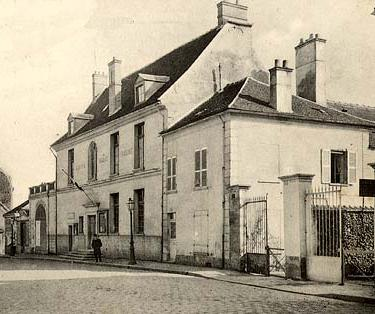
Ancien Hôtel de ville et caserne de pompiers.
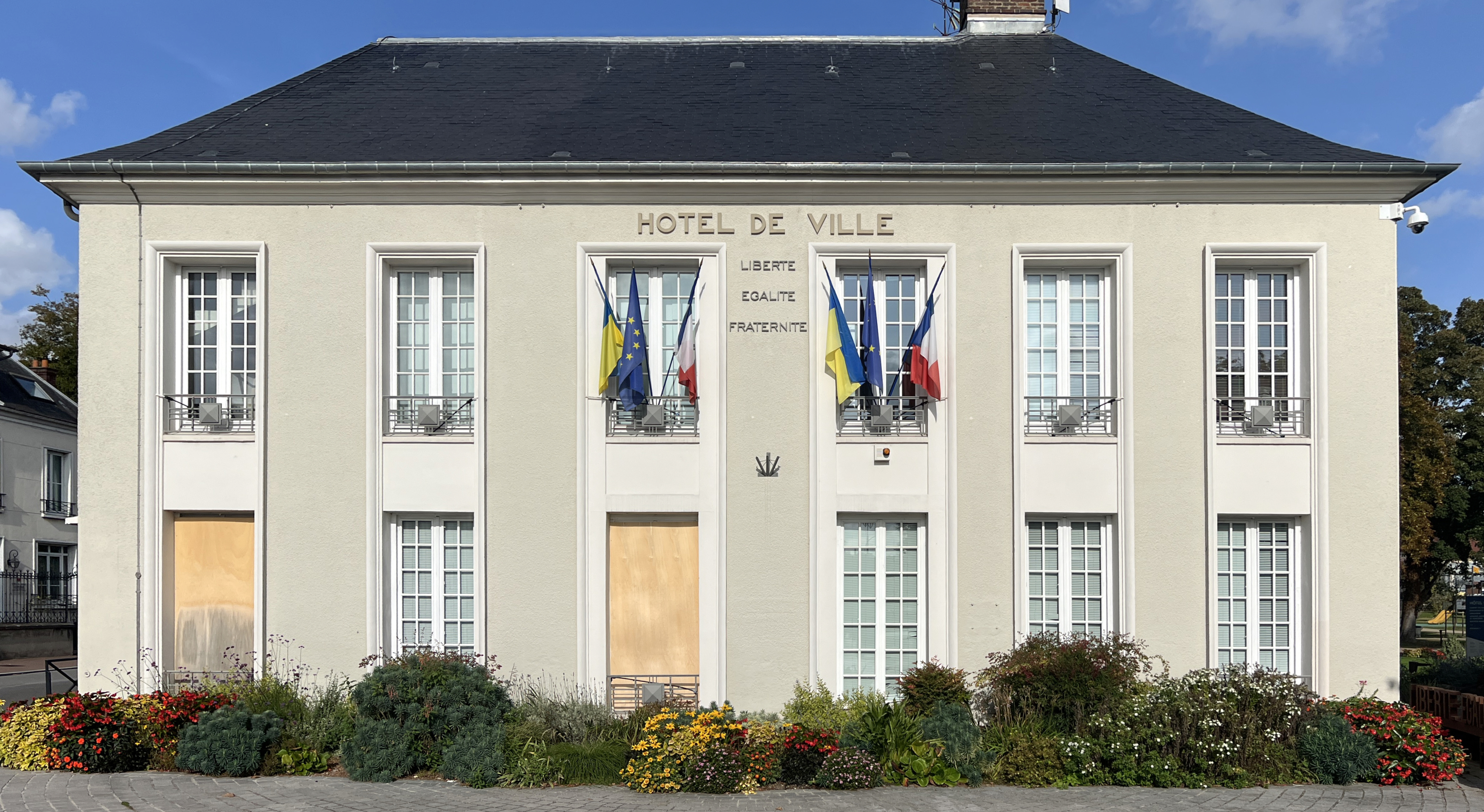
Le bâtiment de l'actuelle mairie.

### Patrimoine naturel

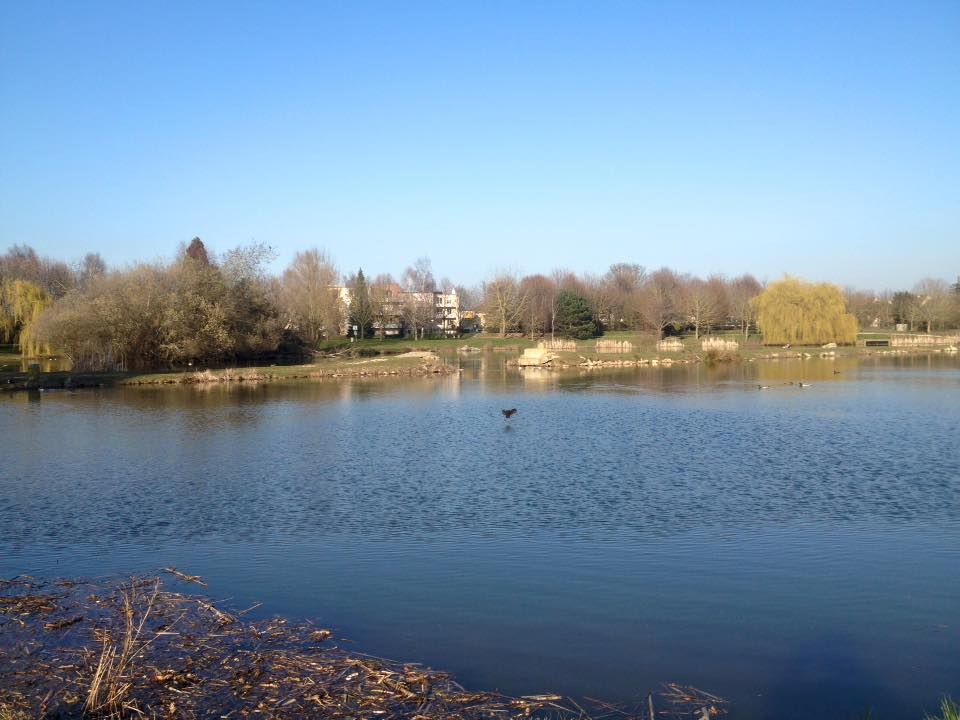
Lac du parc François-Mitterrand en 2016.

- Parc François-Mitterrand : 
Le parc François-Mitterrand est un vaste parc situé en bordure de la commune et de la Francilienne, à cinq minutes du centre-ville et derrière le lycée Blaise-Pascal. Il existait autrefois une sablière à l'emplacement de la partie boisée[175]. Présentant 25 hectares de verdure[p 6], il représente la moitié des espaces verts de Brie-Comte-Robert. Le parc possède un plan d'eau, un bois, un terrain de football et un terrain de pétanque. Il est un des lieux de promenade des habitants de Brie-Comte-Robert, qui peuvent y pratiquer du VTT, du jogging et des balades[Mairie 15]. La pêche y est autorisée et réglementée, l'association La Pêche Briarde gère le plan d'eau.
Jusqu'en 2014, un évènement était organisé pendant tout un week-end. La ville organisait le Festival européen, Les 24 heures du cerf-volant ; en 2008, le festival a présenté une édition spéciale North Shore Radical, pour découvrir le cerf-volant américain. Le programme du week-end est la présentation et les démonstrations des délégations étrangères, démonstrations des Teams, les combats de Rokkakus, des cerfs-volants indiens, et même un stand de fabrication de cerfs-volants pour les enfants ; il se termine par un lâcher de bonbons[176].
- Chemin des Roses : 
Le chemin des Roses (auparavant nommé chemin Vert) est un chemin de terre long de plus de 16 km et reliant la commune de Servon à celle de Yèbles, en passant par Brie-Comte-Robert, Grisy-Suisnes, Coubert, Solers et Soignolles-en-Brie. Sur l'ensemble du chemin, on trouve plusieurs variétés d'arbres (chêne, mimosa, tilleul entre autres).
Il a été créé sur l'ancienne voie ferrée qui reliait la gare de la Bastille à Verneuil-l'Étang, la ligne de Vincennes. Le service destiné au voyageur s'est arrêté en 1953 et celui des marchandises en 1970[177]. La parcelle entre Brie-Comte-Robert et Coubert est achetée par le Syndicat intercommunal du Chemin des roses, celui-ci inaugure en 1993 un tracé de 7 kilomètres[178]. C'est en 2002 que le Conseil général de Seine-et-Marne prend la décision d'acheter certains terrains pour permettre de créer cet espace naturel sensible[179].
En septembre 2010, la liaison entre Servon et Yèbles est inaugurée[180]. Enfin, le chemin des Roses, exclusivement réservé aux piétons et aux cyclistes, offre un axe sécurisé de 16 kilomètres permettant de se déplacer aux abords de Brie sans utiliser la voiture (liaison douce).

### Patrimoine culturel
La ville de Brie-Comte-Robert possède une association culturelle de type loi de 1901, la Fontaine, qui propose plusieurs activités : stages de langues, cours de théâtre et de dessin, concerts ou encore expositions.

#### Brie-Comte-Robert et la télévision
Brie-Comte-Robert a été le sujet d'une parodie récurrente de Dallas dans les émissions de Stéphane Collaro des années 1980, avec comme slogan « Brie-Comte-Robert, ton univers impitoyable ». Des films ont été partiellement tournés à Brie-Comte-Robert, en 1981 avec La Soupe aux choux de Jean Girault ; en 1973 avec Mais où est donc passée la septième compagnie ? de Robert Lamoureux et en 1977 avec La Septième Compagnie au clair de lune de Robert Lamoureux.

### Personnalités liées à la commune
- Basile Guy Marie Victor Baltus de Pouilly (1766-1845), général des armées de la République et de l'Empire, né à Metz, mort à Brie-Comte-Robert.
- Alain Bideau (1954-), joueur de pétanque, a joué à la Pétanque Briarde.
- Arthur Chaussy (1880-1945), homme politique, syndicaliste et maire de Brie-Comte-Robert.
- Jeanne d'Évreux (1310-1371), reine de France, morte à Brie-Comte-Robert.
- Anne Nompar de Caumont (1758-1842), maîtresse du futur Louis XVIII, vécut dans la commune.
- Didier Choupay (1963-), joueur de pétanque, a joué à la Pétanque Briarde.
- Victor Étienne Gautreau (1815-1887), rosiériste-obtenteur de Brie-Comte-Robert, créateur de 24 variétés de roses de 1863 à 1887.
- Gabriel Gobin (1903-1998), acteur belge, mort à Brie-Comte-Robert.
- Pierre Lacau (1873-1963), égyptologue, né à Brie-Comte-Robert.
- Roger Lantenois (1910-1986), militaire français, puis directeur de Pechiney, né à Brie-Comte-Robert.
- Patrick Lopeze (1947-2023), joueur de pétanque, a joué à la Pétanque Briarde.
- Jean Nicot (1530-1600), introducteur du tabac en France, fut curé de Brie-Comte-Robert.
- Eudes Rigaud (1210-1275), archevêque de Rouen, né à Brie-Comte-Robert.
- Jean-Jacques Romero (1945-), proviseur honoraire, syndicaliste - ancien secrétaire général du SNPDEN-UNSA, premier proviseur du lycée Blaise-Pascal de Brie-Comte-Robert.
- La famille Sanson, une lignée de bourreaux, et notamment Charles-Henri Sanson, s'installa à Brie-Comte-Robert dès 1754, dans une demeure encore appelée aujourd’hui « la maison du Bourreau », située en bordure de l’actuelle RD319, à l’entrée de la commune.
- Clara Toussaint (1825-1899), l'une des premières résistantes à l'occupation prussienne, morte à Brie-Comte-Robert[184],[185],[186].
- Camille Bernardin dit Monsieur Camille (1831-1894), avocat, maire de Brie-Comte-Robert, fondateur de la Société des rosiéristes de Brie-Comte-Robert en 1865 et du Journal des Roses en 1877.
- Sergueï Vinogradski (1856-1953), microbiologiste ukrainien, mort à Brie-Comte-Robert.

Personnalités liées à Brie-Comte-Robert (sélection).
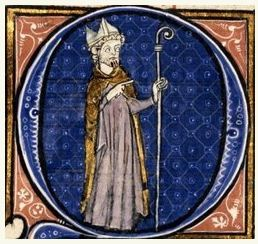
Eudes Rigaud.
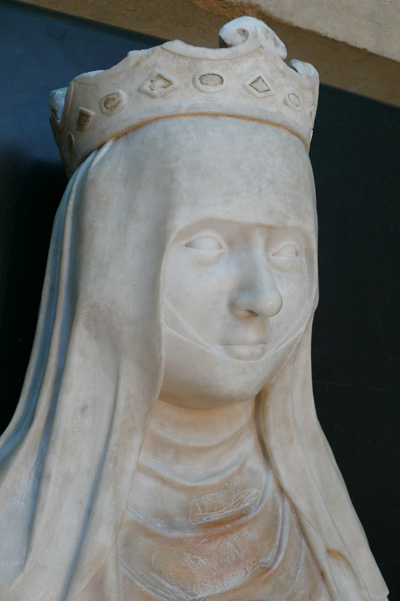
Jeanne d'Évreux.
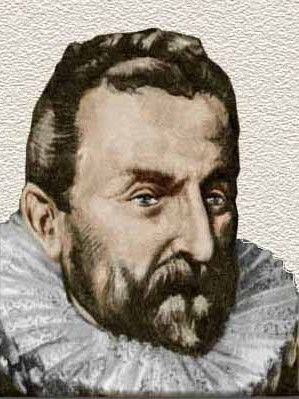
Jean Nicot.
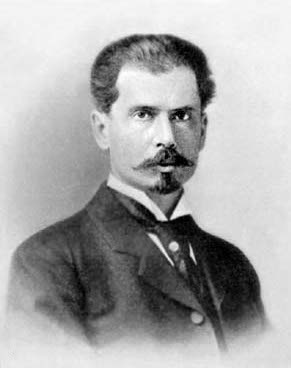
Sergueï Vinogradski.

### Héraldique

Armoiries de Brie-Comte-Robert.
Écusson de Brie-Comte-Robert.

Les armoiries de Brie-Comte-Robert se blasonnent ainsi : « D'azur à la tour crénelée de cinq pièces d'argent, maçonnée de sable, sommée de trois tourelles aussi d'argent et accostée de deux fleurs de lys d'or ».
La signification du blason : l'origine du château remonte à l'époque de Robert Ier de Dreux, le cadet des cinq fils de Louis VI, qui reçut en héritage la terre de Brie (en 1137). L’écusson correspond à l'ancien blason de la commune, car au cours du temps l'émail est passé de gueules à azur. L'ancien blason se blasonne ainsi : « De gueules à la tour d'argent surmontée de trois tourelles de même ».